# Architettura nazista

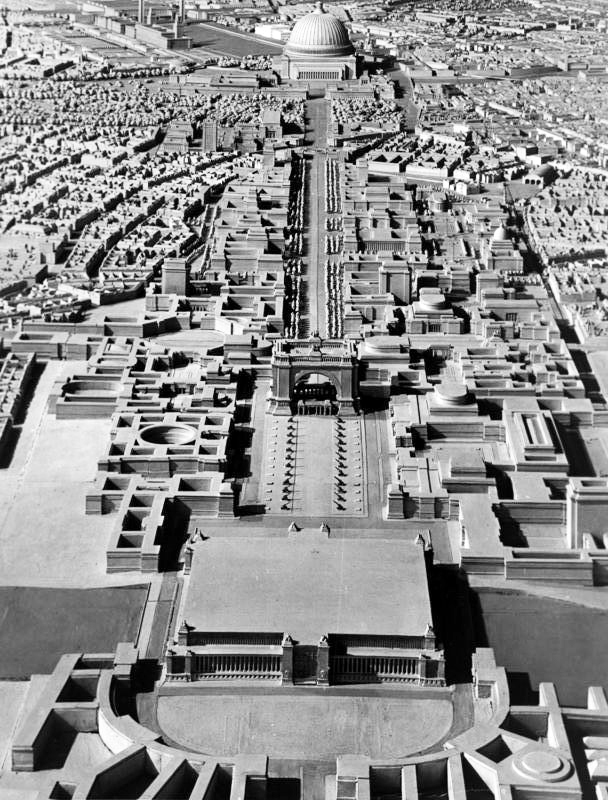
Welthauptstadt Germania (it. "Capitale mondiale Germania"): modellino dei progetti di Albert Speer per la nuova Berlino - particolare del vialone centrale cittadino dipartente dal complesso nel nuovo Arco di Trionfo (estremo sud) e terminante nella Große Halle (estremo nord).

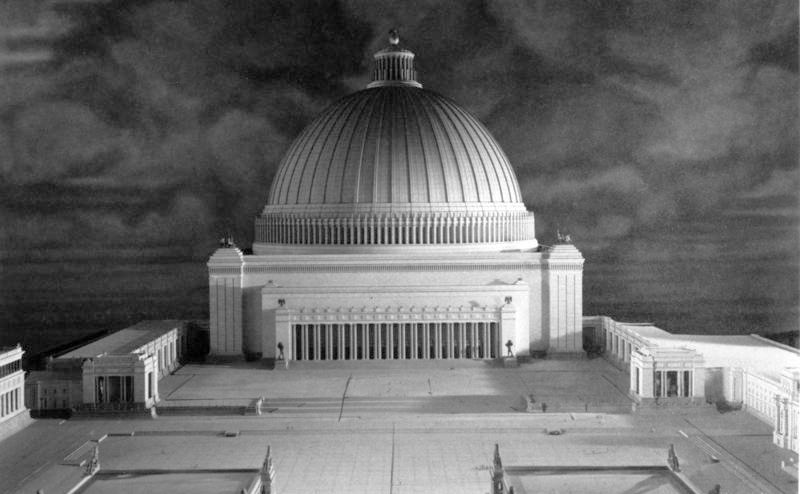
Welthauptstadt Germania: particolare della Große Halle.

L'architettura nazista è l'architettura espressiva della Germania nazista di Adolf Hitler. Non si trattò di uno stile architettonico ben definito (seppur taluni caratteri comuni siano identificabili in alcuni edifici realizzati nel periodo e in altri rimasti solo allo stato di progetto) quanto piuttosto del modo in cui gli architetti (fond. Albert Speer) e gli scenografi del III Reich seppero modulare lo "spazio" della Germania secondo la visione culturale e spirituale del Partito nazista negli anni 1933-1945.
L'architettura fornì anche al III Reich una valvola di sfogo per la necessità di asservimento/eliminazione delle c.d. "razze inferiori". Nel campo di concentramento di Flossenbürg come altrove, le SS impiegarono infatti i prigionieri nell'estrazione di pietrame e nella fabbricazione di mattoni, molti dei quali destinati ai mastodontici progetti architettonici del Führer. Lavoratori forzati erano poi spesso impiegati nei cantieri stessi.
Ideale coronamento dell'opera architettonica nazista sarebbe stata l'erigenda della capitale universale di Welthauptstadt Germania sul sito occupato da Berlino dopo la vittoria di Hitler nella seconda guerra mondiale.

## Il contesto storico: un'architettura totalitaria

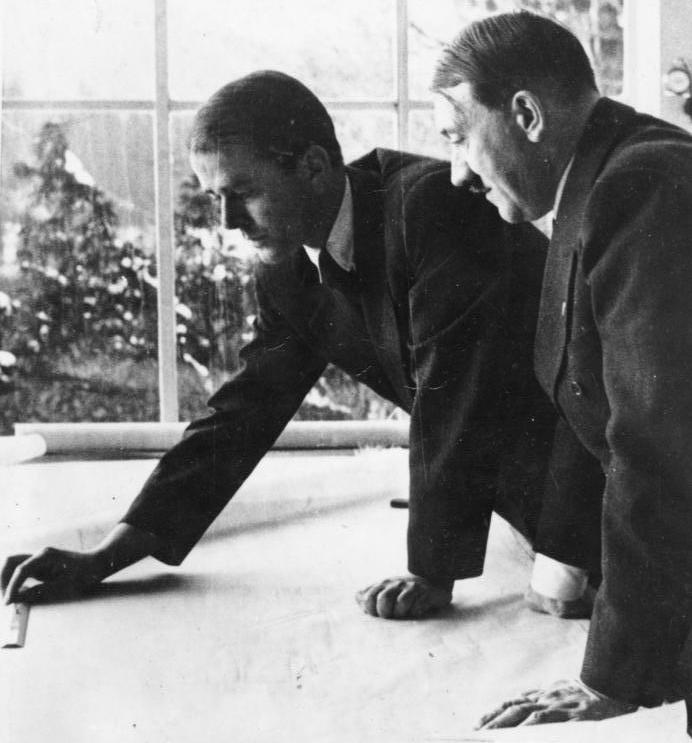
Albert Speer con Hitler - Speer era il principale architetto del dittatore nazista.

L'architettura nazista è un esempio lampante di "architettura di regime", cioè un'architettura utile alla diffusione dell'ideologia politica del regime nazista ed alla celebrazione della grandezza e della potenza della nazione. Nello specifico, insieme al Razionalismo italiano ed al Classicismo socialista, l'architettura del III Reich esemplifica la cosiddetta "architettura totalitaria del XX secolo", avente lo scopo di rafforzare la coscienza nazionale con un ritorno ai valori tradizionali, a discapito delle tesi del Movimento moderno e/o delle Avanguardie. Nella fattispecie, l'instaurarsi del regime nazista in Germania comportò la fine del Bauhaus, chiuso nel 1933 perché inviso al nazismo.
In quanto architettura asservita ad un regime dittatoriale, l'architettura nazista ebbe il suo massimo interprete nell'architetto personale del Führer, inizialmente il decano neoclassicista Paul Troost e, dalla morte di quest'ultimo, Albert Speer, soprannominato l'«architetto del diavolo». Speer fu autore dei maggiori progetti monumentali e urbanistici promossi personalmente dal capo del nazionalsocialismo, delle cui idee architettoniche ed artistiche si fece originale interprete, ottenendo per ciò anche un riconoscimento internazionale quale la medaglia d'oro per il suo Padiglione della Germania all'Esposizione universale di Parigi del 1937.

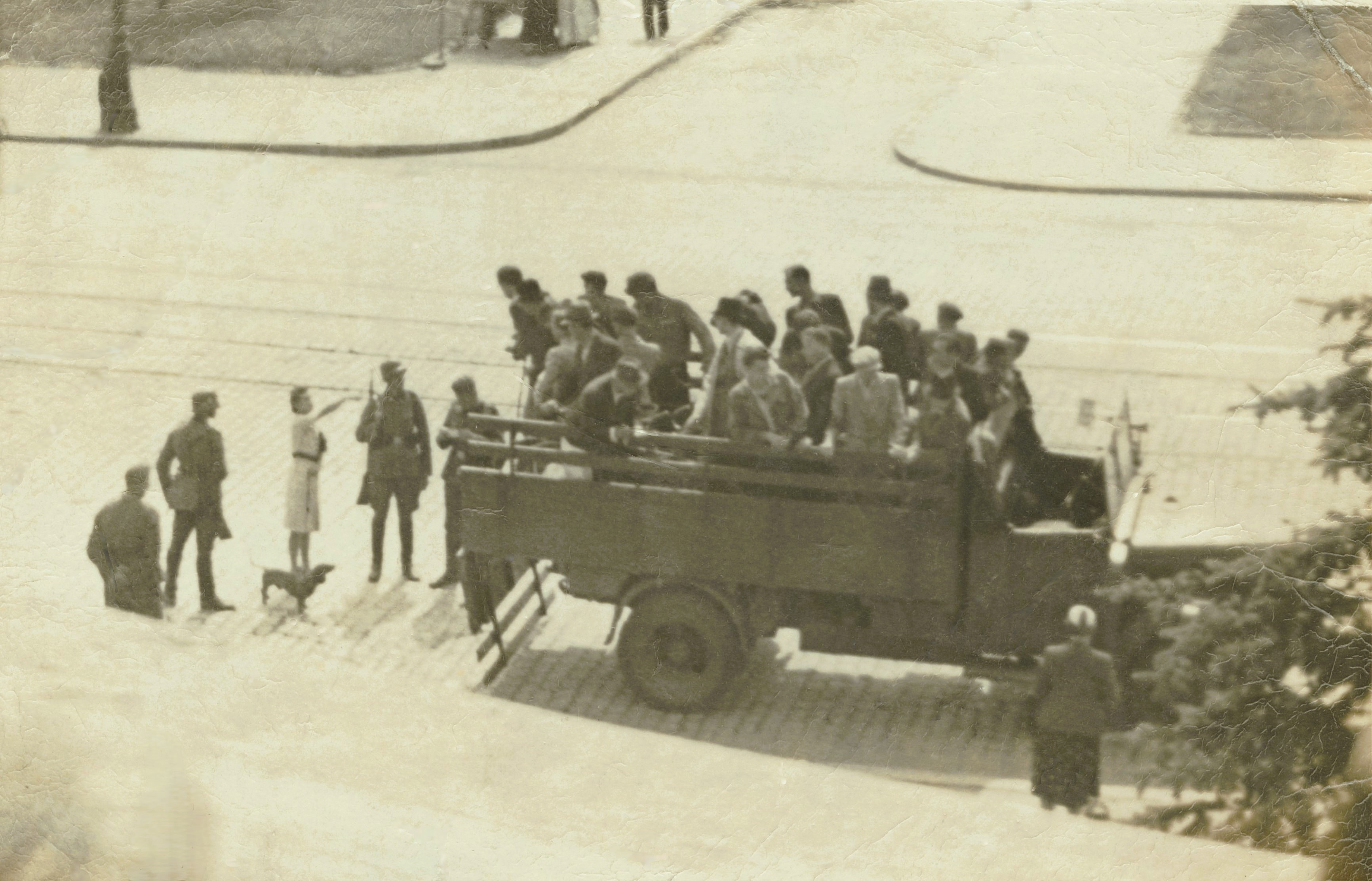
Una łapanka (reclutamento di civili destinati ai lavori forzati per la strada) nella Varsavia occupata dai nazisti nel 1941.

Con l'avvio della politica estera di aggressione del III Reich, finalizzata alla costituzione del c.d. "spazio vitale" (de. Lebensraum), ed il conseguente scoppio della seconda guerra mondiale, l'architettura acquisì un nuovo ruolo nell'ottica nazista, divenendo uno dei grandi beneficiari dell'asservimento delle c.d. "razze inferiori". Nel Campo di concentramento di Flossenbürg come altrove, le SS impiegarono i prigionieri nell'estrazione di pietrame e nella fabbricazione di mattoni, molti dei quali destinati ai progetti architettonici di Speer a Berlino ed in altre città della Germania. Lavoratori forzati erano poi spesso impiegati nei cantieri stessi.
La generalizzazione estrema delle deportazioni (v.si decreto «Notte e Nebbia» del 7 dicembre 1941) incrementò i trasferimenti coatti di manodopera in prospettiva bellica: nel 1942 giunsero in Germania ben 5 milioni di lavoratori stranieri, tra i quali solo 1,5 milioni era costituito da prigionieri di guerra, mentre il resto costituiva un vero e proprio "esercito del lavoro servile", importato dall'Europa orientale (1 milione) e dal resto dell'Europa (2,4 milioni). Nel 1943 arrivarono da Belgio, Paesi Bassi e Francia circa 750.000 lavoratori.
Fritz Todt, Ministro degli Armamenti e degli Approvvigionamenti (de. Reichsminister für Rüstung- und Kriegsproduktion), creò all'uopo un'impresa di costruzioni a lui titolata, la cosiddetta Organizzazione Todt (OT) che operò in tutti i paesi occupati e sul suolo nazionale, in stretta sinergia con gli alti comandi militari, arrivando ad impiegare il lavoro coatto di più di 1.500.000 uomini e ragazzi.
Le condizioni di lavoro, nei campi di concentramento tanto quanto nei cantieri che impiegavano manodopera forzata, erano durissime e molti lavoratori morirono. Il processo "estrazione e costruzione" asservito all'architettura del regime fece di quest'espressione artistica, una volta di più, un esempio emblematico d'ideologia nazista messa in opera.

## Caratteri generali

### L'architettura secondo Adolf Hitler

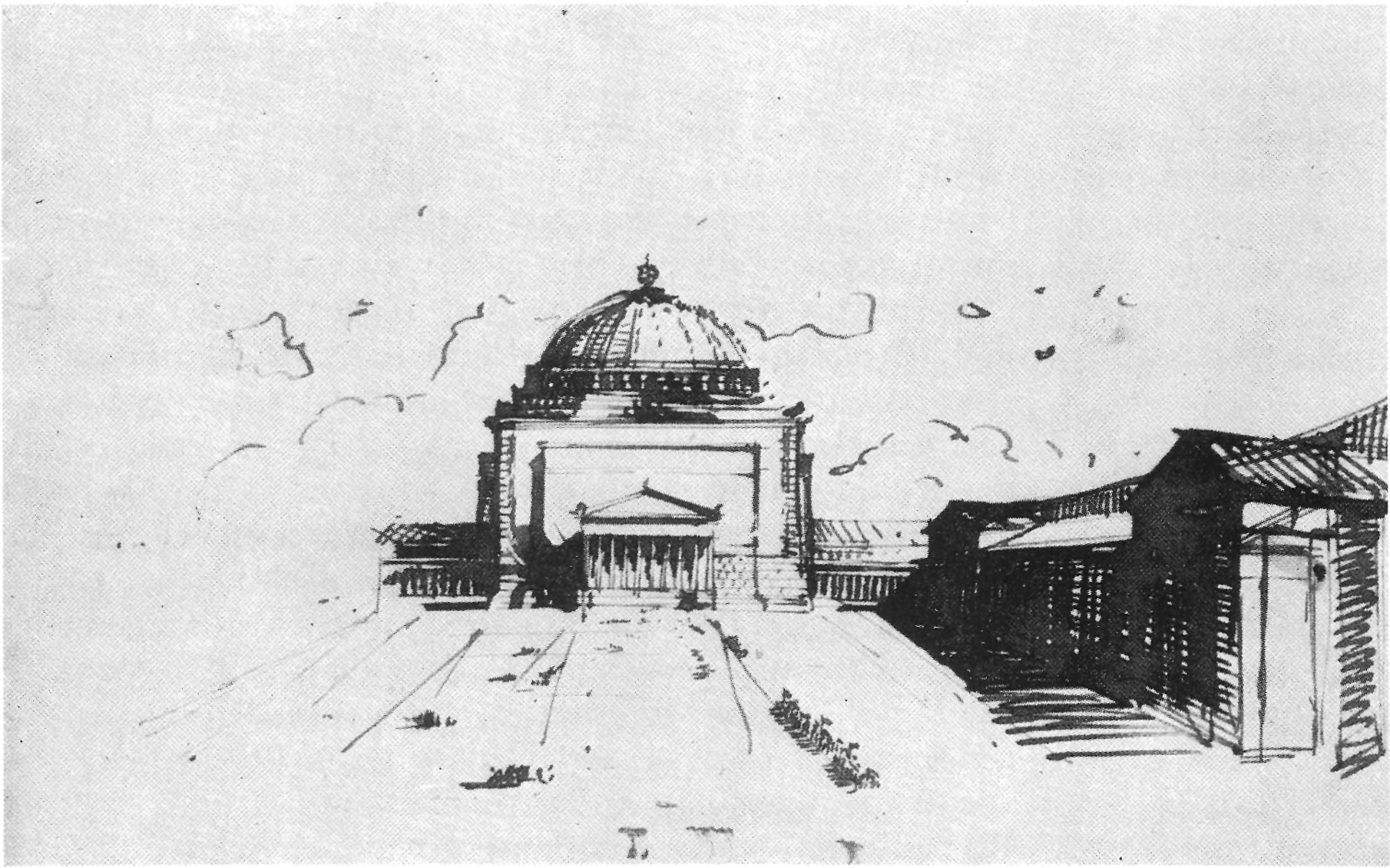
"Große Halle" - schizzo di Adolf Hitler.

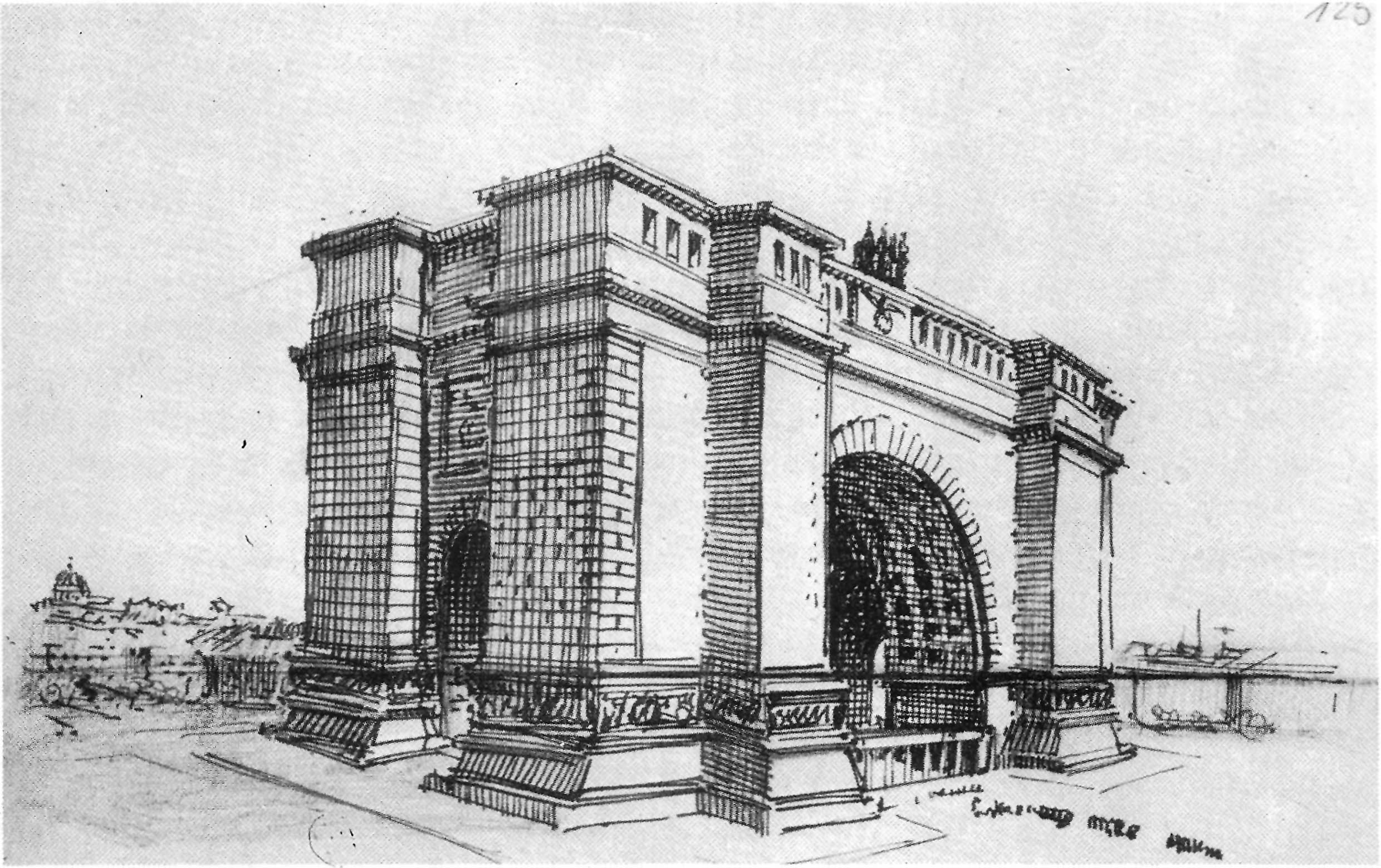
"Arco di trionfo" - schizzo di Adolf Hitler.

A partire dalla seconda guerra mondiale il noto architetto e pittore tedesco Paul Schultz, ispirato a teorie razziali che condannavano l'arte e l'architettura antica, fornì molte delle basi per la convinzione di Adolf Hitler che la Grecia classica e il Medioevo fossero le vere fonti dell'arte ariana, instillando così nella sua mente la definizione di uno stile artistico, per così dire, «greco-alemanno» dato che non poteva isolare e politicizzare una "antichità tedesca" come invece aveva fatto Benito Mussolini in Italia con l'antichità romana.
Soprattutto a partire dal 1933, Hitler era poi divenuto pienamente consapevole degli agghiaccianti effetti della messa in scena sulla psiche delle grandi masse. Per questo motivo, per affermare la grandiosità della sua regia politica e della sua persona, egli si servì non solo della cinematografia ma anche dell'architettura, quanto più immensa possibile. Le dimensioni degli edifici pubblici erano, secondo il Führer, espressione diretta della grandezza della civiltà e del popolo che li avevano costruiti.
Il Führer spinse pertanto i suoi progettisti, primo tra tutti Speer, a creare edifici monumentali di un gusto che ibridava l'arte neoclassica con art déco (un «decò sobrio»), ottenendo così il suo stile «greco-alemanno», nazionalsocialista ed indiscutibilmente lontano dalla decadenza dei vecchi edifici repubblicani germinati dalle spoglie degli antichi palazzi reali/nobiliari. Contrariamente a quanto si è portati a credere a fronte della dichiarata passione di Hitler per l'architettura dell'Antica Roma, il Führer non era affatto anti-modernista da un punto di vista squisitamente estetico. Fu appunto Speer ad osservare che il gusto di Hitler poteva certo essere tacciato di rétro perché ancorato al gusto del mondo della sua gioventù (anni 1880-1910) ma non per questo contrario all'architettura moderna: laddove un edificio avesse avuto una destinazione funzionale non rappresentativo-simbolica com'era necessario per un edificio "pubblico", lo avrebbe gradito anche in vetro e acciaio.
Hitler abbozzò in prima persona molte opere architettoniche del regime, alcune delle 
quali vennero sempre da lui considerate come un progetto personale (es. la "Große Halle" e l'Arco di Trionfo per la capitale mondiale "Germania"), e modificò personalmente gli schizzi dei suoi architetti, nei confronti dei quali (vale sia per Troost sia per Speer) nutriva comunque sufficiente ammirazione da permettere loro di declinare le sue idee in modo anche relativamente personale, non imponendo una mera messo in atto dei suoi disegni. Conseguentemente, non si parla di "architettura hitleriana" ma di architettura nazista.

### Le fonti d'ispirazione architettonica di Hitler
Premessa la sovracitata ammirazione di Hitler per l'architettura imperiale romana, anche opere più cronologicamente vicine al suo tempo finirono con l'influenzare le sue scelte architettoniche.
- Hitler subiva moltissimo il fascino di Parigi. Il Führer condivideva infatti l'idea che si trattasse della città più bella del mondo[21] e nell'idealizzazione progettuale della sua nuova capitale mondiale, "Germania", volle un viale più grande della Avenue des Champs-Élysées ed un Arco di Trionfo più grande dei quello napoleonico[22]. Amava particolarmente l'Opéra Garnier e riteneva il Barone Haussmann il più grande urbanista di tutti i tempi, augurandosi che il suo Speer potesse emularlo e superarlo[23].
- Hitler era anche affascinato dall'urbanistica di Vienna e idealizzò quindi un viale che fondesse in sé elementi degli Champs-Élysées tanto quanto della Ringstraße[22].
- Il Führer ricorreva spesso agli edifici religiosi cristiani come esempio/metro di paragone per i suoi progetti. Oltre all'ovvio riferimento alle dimensioni colossali della Basilica di San Pietro[24], è interessante la richiesta da lui fatta a Speer di rapportare le dimensioni del Duomo di Ulma con i numeri della popolazione cittadina di Ulma al momento della costruzione del tempio per definire le dimensioni della Große Halle destinata ad accogliere la popolazione berlinese dopo la vittoria del conflitto[25].
- Gli architetti teutonici amati dal Führer erano il neobarocco Ferdinand Fellner ed i neoclassici Gottfried Semper (spec. il suo Teatro dell'Opera di Dresda) e Theophil Hansen, attivo ad Atene nel 1840.
- Speer riporta di una particolare ammirazione di Hitler per il Palazzo di Giustizia di Bruxelles di Joseph Poelaert che l'architetto dovette visitare per conto del Führer fornendo poi un dettagliato resoconto di tale visita[15] --- nonostante quest'ammirazione, i tedeschi incendiarono comunque il tribunale di Bruxelles nel 1944.

## Caratteristiche funzionali
Voluta da Hitler per impressionare le masse, l'architettura nazista assolse a tre specifiche funzioni nel generale contesto dell'arte controllata dal regime: 
1. funzione Teatrale;
2. funzione Simbolica; e
3. funzione Didattica.

Scopo precipuo dell'arte nazista era creare e rappresentare agli occhi del popolo tedesco il palcoscenico funzionale/abitativo di un mondo ariano. Questo "mondo ariano" avrebbe avuto la sua capitale universale a Welthauptstadt Germania, la città che Hitler aveva pianificato di costruire sull'allora Berlino dopo la vittoria nazista nella seconda guerra mondiale.

### Teatralità

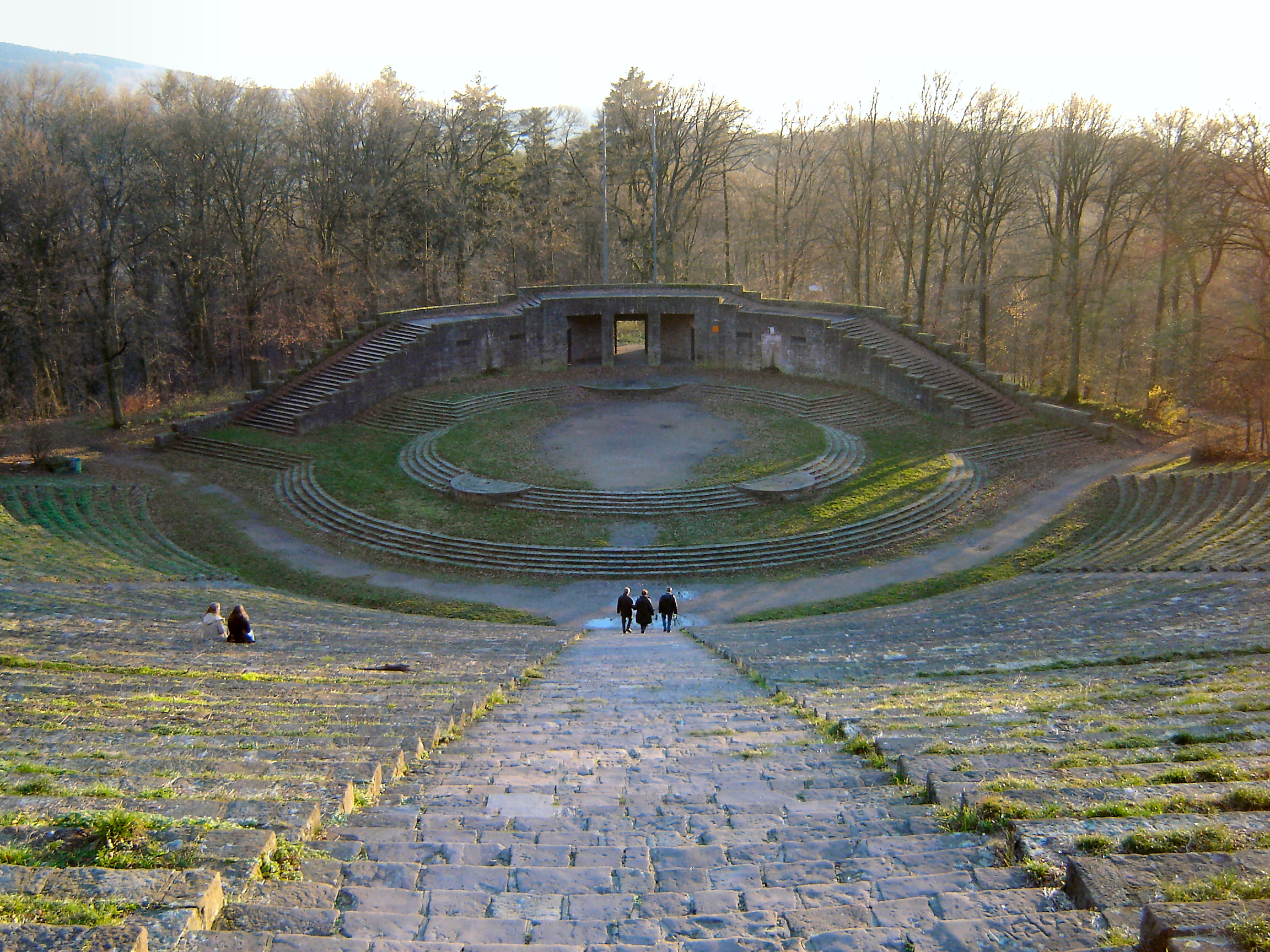
Thingstätte (Heidelberg).

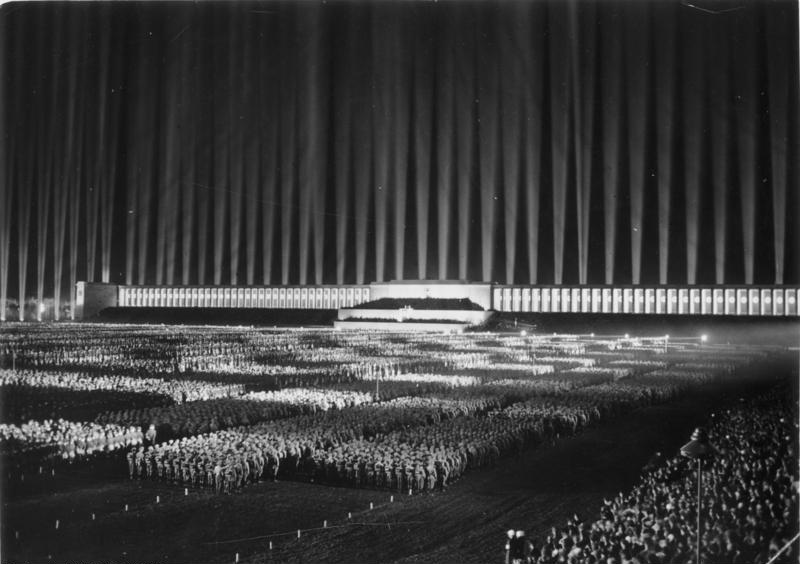
La c.d. "Cattedrale di luce" al Raduno di Norimberga.

Fondamentale nell'approccio nazista all'architettura era l'utilizzo dello spazio quale palcoscenico delle manifestazioni politiche.
Quest'aspetto è palese per le "Thingplatz" (anche Thingstätte), cioè gli spazi voluti dal regime nazista come palcoscenico delle Thingspiele, spettacoli teatrali multidisciplinari all'aperto, intesi come evoluzione propagandistica (v.si "Movimento völkisch") e ludico-intrattenitiva del "Thing", l'assemblea di popolo cara alla tradizione delle popolazioni germaniche, dai forti connotati revanscisti e pangermanici. Spazio destinato ad una pura manifestazione dell'ideale di "sangue e suolo" (de. Blut und Boden), cioè la presa di possesso da parte del popolo tedesco della terra intesa come "tedesca", la Thingplatz era in sostanza un teatro greco di grandi dimensioni che cercava di dialogare in modo non invasivo con lo spazio naturale circostante, inglobando elementi del paesaggio (ruderi, rocce, ecc.) in accordo ai dettami della ruralità germanica divenendo esempio lampante dello stile «greco-alemanno» voluto da Hitler. L'erigenda di 400 Thingplatz fu programmata dai nazisti negli Anni '30 ma solo 40 ne furono costruite.
Al di fuori dello spazio architettonico propriamente detto (la Thingplatz è, come visto, una struttura vera e propria), l'architetto Speer sfruttò la teatralità quale strumento per creare architetture là dove architetture non c'erano. In primis, la creazione dell'architettura illusoria, emotiva e potentemente teatrale della cosiddette "Cattedrale di luce" (de. Lichtdom) per il Raduno di Norimberga (anni 1934-1938): 152 proiettori da ricerca posizionati a 12 metri di distanza l'uno dall'altro e rivolti verticalmente che, una volta accesi, generavano una serie di fasci di luce verticali simili a colonne che circondavano il pubblico. Un espediente cui Speer era ricorso quando era apparso chiaro che il ciclopico stadio chiesto da Hitler per ospitare il primo raduno di Norimberga non sarebbe stato completato in tempo e che gli valse l'ammirazione del gerarca Joseph Goebbels grazie al quale entrò definitivamente nelle grazie di Hitler.
Altro esempio interessante è la celebrazione della Festa del Lavoro del 1936 presso la Lustgarten di Berlino, cioè una piazza storica costruita secoli prima con una sua destinazione precipua e non certo una Thingplatz già asservita al regime. Speer seppe in questo caso trasformare la piazza, senza invasivi interventi costruttori, nella "piazza di popolo" per antonomasia del nazismo semplicemente introducendo degli arredi mobili (simili a delle "quinte teatrali") che veicolassero gli occhi degli spettatori alla contemplazione di un nuovo anonimo, puro, spazio cubico ariano. Fu sufficiente disseminare lo spazio di stendardi nazisti che cancellarono il vecchio Palazzo Reale e l'Altes Museum, proiettando gli spettatori nel futuro nazista della Germania (venne garantita visibilità solo al colonnato del Altes Museum quale simbolo del collegamento tra Germania ed Antica Grecia in quanto sede della principale collezione di arte classica del paese).
Il progetto della nuova capitale mondiale "Germania" fu il successivo passo nell'uso teatrale dell'architettura quale culla di un'esperienza comunitaria ariana per il popolo. Tutti gli edifici progettati, pur nella loro enormità strutturale, vennero pensati per uso esclusivo del popolo tedesco: es. la Große Halle (alta 290 m, con una cupola del diametro di 250 m) non voleva essere il tempio di un'umanità sovranazionale come nelle "Case del popolo" dell'URSS, ma il luogo in cui decine di migliaia di cittadini tedeschi sarebbero entrati in un'unione solenne e mistica con il Supremo Leader della Nazione tedesca.

### Simbolismo
Determinare cos'è "artisticamente" nazionalsocialista è difficile e tale difficoltà permane anche nell'analisi dell'architettura nazista. La dirigenza stessa del Reich aveva gusti a dir poco contraddittori in merito. Il metro di giudizio applicato è oggi poco ortodosso: si considera nazista un edificio realizzato per uno scopo nazista. Conseguentemente, il ricorrere di simboli sugli edifici o il ricorso ad edifici simbolici concorre a facilitare l'identificazione dell'edificio nazista.

#### Edifici simbolici

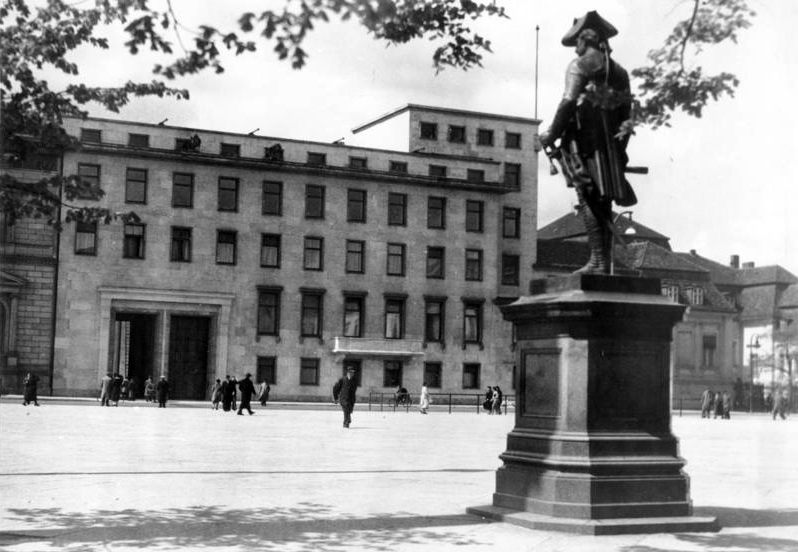
Nuova Cancelleria del Reich, Berlino.

Fatto salvo che l'architettura nazista comprende in sé due differenti filoni stilistici, uno neoclassico e l'altro neomedievale/decò, è chiaramente la corrente neoclassica evoluta da Speer quella più pregna di simbologia.
Il lavoro di Speer riuscì infatti ad esprimere la natura dittatoriale del Reich con costruzioni pensate per esaltare i valori della patria e del sangue tedesco e per coagulare i consensi delle folle. Ciò era possibile riprendendo lo stile classico con l'opportuno filtro della tradizione germanica e ricorrendo a un esasperato gigantismo delle proporzioni. Il classicismo, infatti, era valorizzato dall'architetto come un modello di perfezione: la trasfigurazione più compiuta dell'elemento naturale, creato da Dio e dunque orientato alla sua grandezza, nonché del portato stilistico degli Antichi Greci e dell'Impero dei Cesari di quali Hitler d'altronde si sentiva legittimo erede. Il classicismo proposto da Speer, tuttavia, denuncia anche chiare tangenze con la cultura germanica, dalla quale riprende l'utilizzo del legno, la tipologia edilizia delle case a graticcio, il rigore longilineo degli elementi strutturali, ed altri elementi che per la loro autenticità ed endemicità erano particolarmente graditi dal Führer, il quale era del tutto insofferente verso l'architettura razionalista tp. Le Corbusier che giudicava pericolosa, alienante e non compatibile con l'ordine e la disciplina della «razza ariana».
Questo connubio tra la ricercata raffinatezza della prassi classica e la vernacolare genuinità della tradizione germanica dava vita a uno stile asciutto, stilizzato, netto, forte, e filtrato attraverso proporzioni monumentali, quasi roboanti, se non titaniche, inducenti a un totalitario senso di rigore. Il teatrale gigantismo delle forme architettoniche ideate da Speer era concepito in funzione coreografica per ribadire il prestigio del partito e la piccolezza materiale del cittadino tedesco, che doveva sentirsi nullo nei confronti del Nazismo (incarnato proprio dal manufatto edilizio stesso) confermando dunque la solidità e la forza del Reich. Nella progettazione dei monumentali edifici di regime, Speer sostenne poi la teoria del «valore delle rovine», entusiasticamente accolta dal Führer , per la quale tutti i nuovi edifici sarebbero stati costruiti in modo tale da lasciare rovine grandiose per migliaia di anni a venire, funzionali per testimoniare nonostante il loro inevitabile decadimento la grandezza del III Reich alle generazioni future, in maniera del tutto analoga alle rovine dell'Antica Grecia o dell'Impero Romano.
Il risultato raggiunto da Speer è doppiamente significativo se ricordiamo che, negli anni '30, il Monumentalismo aveva diffuso nelle grandi capitali mondiali linee architettoniche classiche semplificate, enormi viali di lunghezza chilometrica e importanti interventi urbanistici volti a spostare fuori dal vecchio centro metropolitano i quartieri amministrativi del governo. Purtuttavia, l'opera di Speer non poteva allora e non può oggi essere considerata come semplice frutto di una moda comune all'epoca. Resta intrinsecamente nazista.
Lo stile neomedievale/decò, che potremmo definire «nazional-patriottico» in contrapposizione allo stile «nazional-eroico» di Speer, assolse ad una propria funzione simbolica nel solo contesto rurale in una sorta di "nuovo incastellamento" della campagna tedesca latore di un ritorno ai tempi in cui la Germania era priva di influenze straniere. Di linee medievali erano gli edifici realizzati per le piccole comunità rurali, tanto quanto le NS-Ordensburgen, i campi educativi per i figli dei leader del partito nazista, o le strutture fortificate dei campi di concentramento (v.si Flossenbürg e Mauthausen). In ambiente urbano, lo stile medievaleggiante poteva essere al massimo utilizzato per le stazioni radio e le stazioni postali.
In ultima analisi, l'architettura nazista non doveva essere piacevole ma funzionale e spesso la funzione era prettamente simbolica.

Gli edifici nazisti doveva essere simboli della Nuova Germania. Gli edifici simbolo della Vecchia Germania, es. il Palazzo del Reichstag cui si contrapponeva la Nuova Cancelleria del Reich di Speer, dovevano essere abbandonati. Le città dovevano essere ricostruite come città naziste incontaminate dal passato corrotto ed il supremo arbitro di questa rivoluzione urbanistica sarebbe stato Hitler. Tale era l'importanza del ruolo simbolico giocato dagli edifici nazional-eroici di Speer che la loro forma era decisa molto tempo prima della loro costruzione e, in alcuni casi, anche prima degli eventi che volevano simboleggiare. Speer rimarcò che molti degli edifici che il Führer  gli chiese di costruire dovevano glorificare vittorie non ancora conseguite... edifici che Hitler aveva cominciato ad abbozzare già negli Anni '20! Non a caso, a guerra in corso, il Führer persistette nella follia di mantenere aperti i costosissimi cantieri di Berlino.

#### Simboli sugli edifici

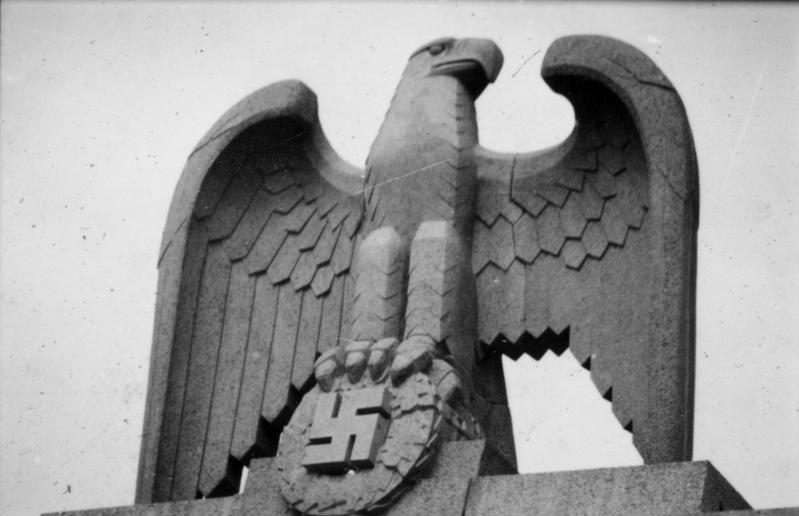
Aquila imperiale sopra la caserma della 1. SS-Panzer-Division "Leibstandarte SS Adolf Hitler" a Lichterfelde (Berlino).

I simboli legati al nazismo (primo tra tutti la svastica) erano usati regolarmente nelle decorazioni stesse degli edifici. L'aquila imperiale con le svastiche tortili e sculture di tema eroico, sia a livello di fregio sia a tuttotondo, erano molto comuni. Spesso motti o citazioni di "Mein Kampf" di Hitler o di vari discorsi erano collocati su porte o intagliati nelle pareti. Il messaggio nazista era presente in fregi che lodavano il lavoro, la maternità, la vita agraria e altri valori tradizionali. Figure maschili muscolarizzate, in posa, erano stilemi decorativi molto diffusi: es. la coppia di statue del "Kameradschaft" di Josef Thorak (non a caso definito da Speer «il "mio" scultore») fuori dal Padiglione Tedesco della Expo di Parigi - enormi figure maschili nude, con le mani giunte uno al lato dell'altro, in una posa di difesa e di camerateria razziale.

### Didattica
L'architettura nazista è didattica laddove mira a far conoscere al popolo tedesco la continuità tra l'era nazionalsocialista e l'antico passato germanico/ariano ed a trasmettere ideali di unità al popolo tedesco. La maggior parte degli edifici nazionalsocialisti erano stadi per attività comunitarie, spazi che cementavano i valori su cui si basava l'ideologia nazionalsocialista (es. la Thingplatz) sfruttando un grande effetto scenografico (v.si sopra "Teatralità").
Hitler era fermamente convinto dell'utilizzo quasi medievale dell'architettura come "Parola di pietra" per istruire le masse (es. lampante il grande fregio celebrativo dei Nibelunghi sul ponte sospeso progettato per la città di Linz). Come qualsiasi altra cosa, l'architettura esisteva per servire l'ordine nazista ed assolveva a tale compito con qualsiasi mezzo stilistico, laddove ritenuto idoneo/funzionale (v.si seguito).

## Caratteristiche formali e concettuali
Fatte le premesse di cui sopra (v.si "Caratteristiche funzionali"), è possibile distinguere due correnti stilistiche cui l'architettura del periodo nazista attinse pienamente:
1. un'architettura neoclassica, essenzialmente dorica, già presente nello stile prussiano di Behrens, Gilly e Schinkel, massicciamente impiegato per i grandi edifici pubblici o comunque "di partito", dominante a partire dalla seconda metà degli Anni '30; e
2. l'architettura romantica di revival medievale o di art decò legata al Movimento Völkisch, influente in Germania per tutti gli anni '20, più evidente negli edifici di tipo privato. L'unico caso "pubblico" di architettura neo-medievale è il castello Wewelsburg, ideale sede del capitolo templare delle SS voluto da Heinrich Himmler[36].

### Neoclassicismo
In tutto il mondo occidentale, nella prima metà del Novecento, la linea architettonica pubblica dominante fu improntata al rilancio di forme legate al classicismo ed al neoclassicismo, sia in paesi retti da regimi totalitari quali la Germania Nazista e l'URSS, sia nei paesi democratici. Basti considerare, negli Stati Uniti d'America il Palazzo della Corte suprema degli Stati Uniti d'America o la sede della Federal Reserve, a Parigi il Palazzo Chaillot, a Londra la sede dell'Università e persino l'Ufficio delle Nazioni Unite a Ginevra (realizzato nel 1927), massima espressione della democrazia mondiale.
Laddove però la generale tendenza degli architetti moderni spinse per la definizione di un nuovo stile classicheggiante semplificato (v.si "Movimento Novecento"), Albert Speer, complice l'influenza ed il gusto di Hitler, si mantenne legato ad una linea molto più ricca e ricercata nella forma, esuberante nelle decorazioni e lontana dalla ricerca della vuota purezza neoclassica dei suoi contemporanei.

Radicale fu poi la differenza tra il classicismo monumentale nazista e quello fascista poiché il Razionalismo italiano seppe farsi mediatore tra il Monumentalismo ed il Movimento Moderno.

#### La "Legge delle Rovine"
Rispetto a tutti i suoi colleghi/concorrenti, Speer seppe inoltre ammantare d'eternità il suo classicismo monumentale grazie alla sua "Teoria del «valore delle rovine»" (de. Ruinenwerttheorie).

Visitando il sito di costruzione dello Zeppelinfeld a Norimberga, comprese che rispettando determinate regole della fisica statica e ricorrendo a specifici materiale, avrebbe potuto realizzare un complesso che, nel corso dei secoli, si sarebbe deteriorato sino ad un lascito plastico non dissimile dalle rovine greche o romane. L'architetto fece predisporre un plastico "romantico" dello Zeppelinfeld in rovina, i pilastri rovesciati e coperto di rampicanti, riconoscibile solo nelle sue linee generali, e lo presentò a Hitler che ne fu entusiasta. Il Führer ordinò che da lì in avanti tutti gli edifici più importanti del Reich fossero costruiti secondo questa "Legge delle Rovine" (de. Ruinengesetz) onde lasciare alle generazioni successive un patrimonio architettonico germanico, in accordo alla tesi secondo cui le civiltà ricordate dalla Storia sono quelle che hanno lasciato imponenti edifici dietro di sé.
Proprio l'applicazione della "Legge delle rovine" aiuta a comprendere il disprezzo nutrito da Hitler nei confronti della passione delle SS di Himmler per le romanzate barbarie degli antichi Germani: era sufficiente, a suo dire, paragonare il lascito degli antichi abitanti della Germania (miserabili brocche) con il Partenone dei Greci.

### RevivalMedievale eArt decò

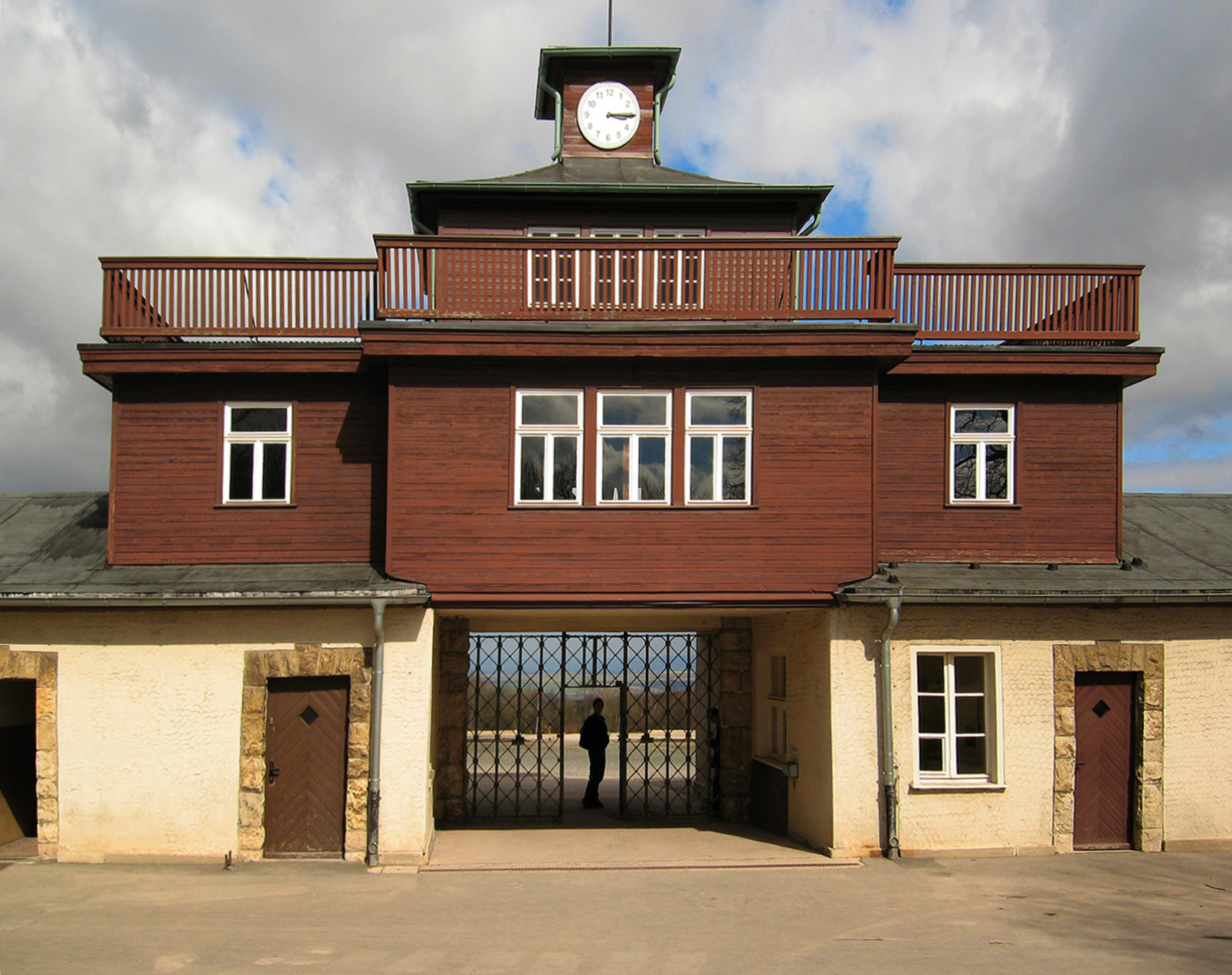
Ingresso del Campo di concentramento di Buchenwald in stile revival-decò.

Il ricorso da parte dei nazisti ad uno stile architettonico non univocamente classicheggiante fu, da un certo punto di vista, obbligatorio. Fatta salva la ricerca di Hitler di uno stile «greco-alemanno», era chiaro che per il tedesco medio legare grandi edifici simil-romani al proprio passato romantico fosse cosa complessa. Solo per tramite della funzione simbolica e didattica e dell'impatto di una manifestazione teatrale magistralmente diretta quale era la Thingspiel, un tedesco poteva leggere come "germanica" una Thingpltaz derivata dal teatro greco. Era pertanto necessario fornire ai tedeschi un'architettura più immediatamente "germanica", non necessitante di chiavi interpretative obbligate. L'estetica di riferimento divenne a questo punto il revival del romanico e del gotico, già inaugurato nella seconda metà del XIX secolo, cui si unì un certo gusto per il decò, uso a materiali cari alla tradizione germanica come il legno a vista.
Si trattò però sempre di edifici, anche di grandi dimensioni, d'uso squisitamente privato. Esemplare fu il caso della sontuosa magione del gerarca Hermann Göring nel Brandeburgo settentrionale, Carinhall, edificata a partire dal 1933. Lo stesso Berghof di Hitler, tra le Alpi Salisburghesi, non aveva evidentemente quella linea classica che il Führer pretendeva negli edifici pubblici.

Gli unici casi d'impiego pubblico di questo stile sono strettamente legati all'attività delle SS proprio perché il loro capo, Himmler, esaltava la tradizione archeologica germanica apertamente disprezzata da Hitler. L'architettura «nazional-patriottica» è evidente nel Wewelsburg di Himmler, nelle NS-Ordensburgen, nelle strutture fortificate dei campi di concentramento come Flossenbürg, Mauthausen, Buchenwald, ecc.

In ambiente urbano, lo stile medieval-decò poteva essere al massimo utilizzato per le stazioni radio e le stazioni postali. Era consentito ed utilizzato nelle piccole comunità rurali con le quali si voleva ripopolare la campagna tedesca e, in generale, le terre annesse al Reich: v.si il villaggio residenziale Mustersiedlung Ramersdorf.

### Gigantismo

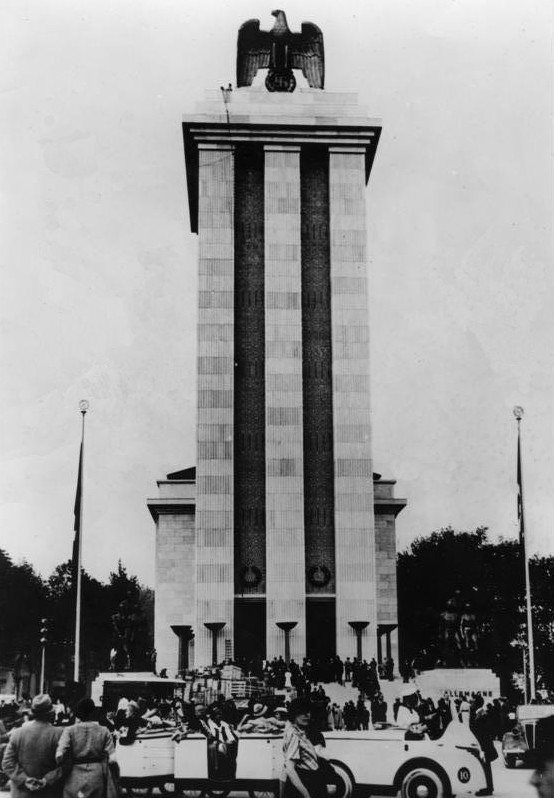
Il Padiglione Tedesco di Speer all'Esposizione universale di Parigi del 1937.

Il "Gigantismo" in sé è una normale manifestazione del Monumentalismo diffuso nell'architettura del XX secolo. Speer stesso appuntò che i suoi progetti non erano certo esagerati se considerati in un contesto globale e confrontati con le stazioni-centrali, i viali ed i grattacieli che si stavano costruendo nel resto dell'Occidente.
L'enfasi data dall'architettura nazista al gigantismo è comunque dovuta ad una dichiarata volontà politica.

Obiettivo del gigantismo nazista era dare al popolo tedesco la coscienza del proprio valore. Alla presenza di Speer, Hitler disse a degli operai edili che lo interrogavano in merito: "Perché costruire sempre il più grande possibile? Per ripristinare la fiducia in sé stesso del popolo tedesco. Per dire a ogni tedesco: non siamo inferiori, siamo invece assolutamente uguali a tutti gli altri popoli".
 
Il gigantismo era dunque un messaggio di fiducia al cuore stesso della Germania. Una fiducia da costruirsi con la pietra. Molto esemplificato in questo senso fu il padiglione che Speer progettò per Esposizione universale di Parigi del 1937: posizionato davanti al Padiglione dell'URSS, era composto da un monolitico parallelepipedo di marmo bianco, in pratica uno scintillante pilastro di bianca solidità, sormontato da una grande aquila con gli artigli chiusi sulla svastica; nell'insieme, un indistruttibile baluardo posto a difesa perenne del confine con il nemico.

### Culto della Vittoria
Come già i Romani, i nazisti impiegarono un'architettura di dimensioni colossali per intimidire lo spettatore e magnificare la propria grandezza, in primis celebrando e glorificando le loro vittorie. Abbondarono così le costruzioni e le progettazioni di archi di trionfo, colonne celebrative ispirate alla colonna di Traiano, trofei e panoplie utilizzati come stilemi decorativi, e, in generale, un culto dello sfarzo associato al messaggio della sottomissione degli altri popoli ai Tedeschi.
 
Speer osservò che: «I Romani costruirono archi di trionfo per celebrare le grandi vittorie vinte da loro, mentre Hitler li voleva costruiti per celebrare le vittorie che non aveva ancora ottenuto».

## Grandi lavori pubblici
Entro il 1940, Hitler aveva identificato 27 città che dovevano essere oggetto di un rinnovamento urbanistico/architettonico di stampo nazista. Gli interventi più significativi, vennero realizzati e/o progettati per le città più visceralmente legate alla manifestazione di potere del regime e più care a Hitler, cioè Amburgo, Berlino, Linz, Monaco di Baviera e Norimberga, note come Führerstadt (it. "Città del Führer").

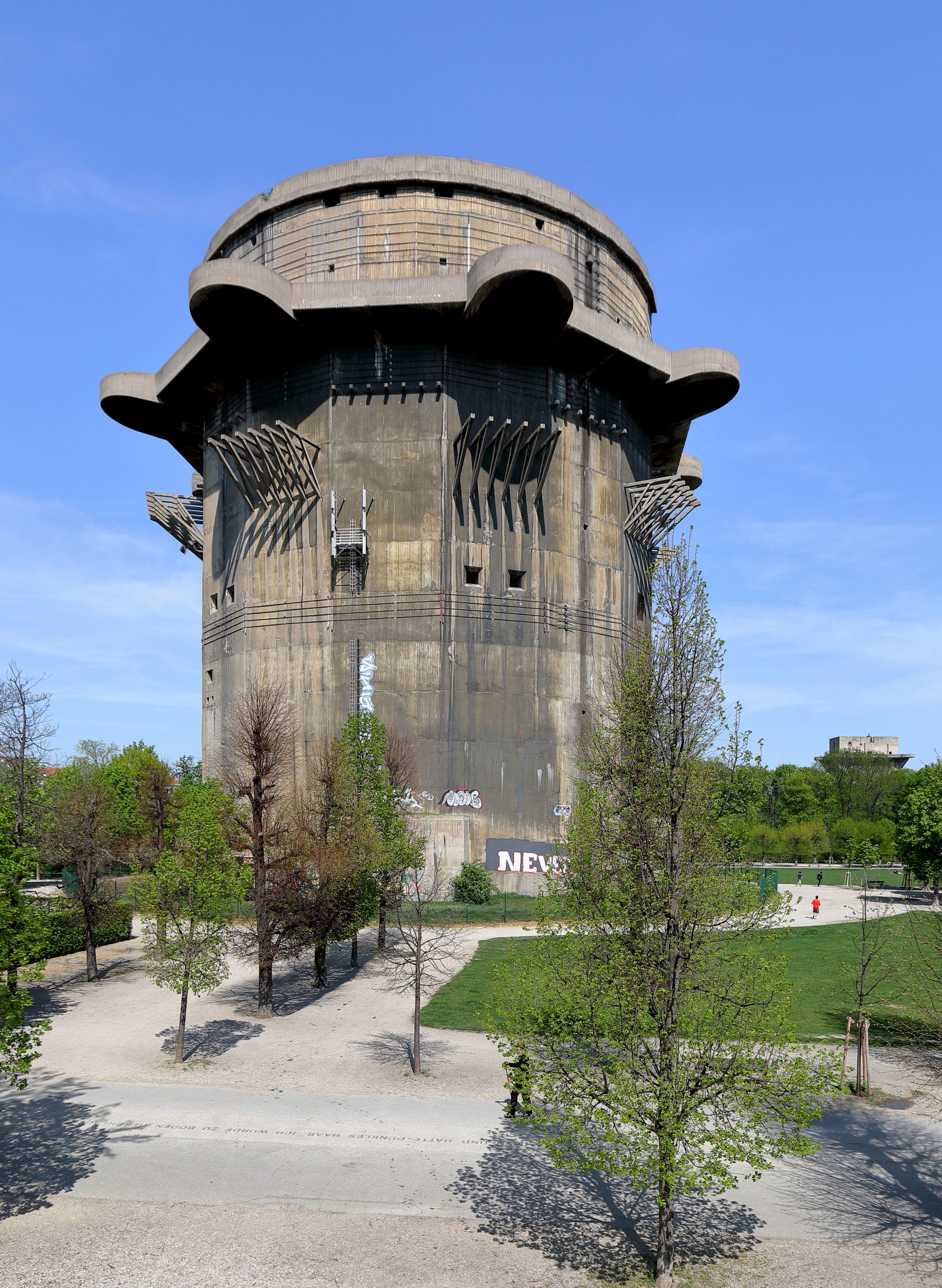
Flakturm a Vienna.

Altri interventi architettonici su vasta scala, in alcuni casi sempre di natura urbanistica, mossero parallelamente all'evolvere del conflitto bellico mondiale e interessarono anche territori esterni al Reich:
- le Flaktürme ("torri contraeree"): otto giganteschi complessi di torri d'avvistamento e difesa antiaerea costruite nelle città di Berlino (3), Amburgo (2) e Vienna (3) a partire dal 1940. Erano utilizzate dai reparti FlaK (contraerei) per difendere le città dalle incursioni aeree e come rifugi antiaerei. Ogni complesso era formato da due singole torri, diverse per dimensioni e armamento;
- nel 1941, a seguito dell'annessione della Norvegia al Reich, Hitler risolse d'impossessarsi della baia portuale della città norvegese di Trondheim per farne la più grande base navale del suo impero: Nordstern (it. "Stella polare"), una città che sarebbe divenuta la "Singapore tedesca"[47]. Il Führer pianificò lo spostamento nel centro abitato di 250.000 tedeschi. Il 1º giugno 1941, il vice-ammiraglio Fuchs dell'Alto comando della Marina fornì a Speer i dati necessari per calcolare l'area di un grande cantiere navale statale e il 21 giugno successivo l'architetto e il Grossadmiral Erich Raeder presentarono un rapporto completo sul progetto. Hitler decise quindi la posizione della nuova città sul sito esistente di Øysand, 15 km a sud-ovest di Trondheim, il 13 maggio 1942, durante una conferenza sugli armamenti in cui decise che le rocce di granito sarebbero state scavate con la dinamite per installare una grande base di sottomarini.[48]
- Seebad Prora (anche noto come "Colosso di Prora") è un complesso di edifici sull'isola tedesca di Rügen (Mar Baltico), progettato ed edificato tra il 1935 e il 1939 tra le località di Sassnitz e Binz, sulla baia di Prora. Con i suoi quasi cinque km lineari di edifici, è uno dei pochissimi esempi superstiti della monumentale architettura del III Reich.
- le fortificazioni del Vallo Atlantico (de. Atlantikwall), specialmente i bunker e le postazioni d'artiglieria, risentirono molto, nelle loro linee estetiche, del gusto architettonico ufficiale nazista, tanto quanto il colossale rifugio di Hitler tra le foreste della Prussia Orientale, la c.d. Tana del Lupo (de. Wolfsschanze) costata 36 milioni di marchi[49].

### Amburgo
Amburgo sarebbe divenuta la "Capitale germanica del commercio marittimo" (de. Hauptstadt der deutschen Schiffahrt): un centro commerciale di valenza mondiale, destinazione ultima delle spedizioni dalle colonie d'oltremare (quelle colonie cui la Germania aveva dovuto rinunciare in favore della Società delle Nazioni in accordo al trattato di Versailles) di merci e materie prime.
Fulcro della riorganizzazione di Amburgo era un gigantesco ponte sospeso sul fiume Elba, sulla direttrice occidentale Amburgo-Altona. La struttura prendeva a modello il Golden Gate Bridge di San Francisco con l'intento di superarlo onde divenire il più grande ponte sospeso al mondo. Fritz Todt progettò la struttura nel 1937, anno d'inaugurazione del Golden Gate. Causa la presenza della linea metropolitana nella struttura, l'area a sbalzo tra i pilastri massima consentita era obbligatoriamente quella del Golden Gate. Parimenti, la lunghezza (700 m) e l'altezza (150 m) sarebbero state le medesime del ponte americano. Hitler pretese allora che il Golden Gate venisse almeno superato quanto ad ampiezza della superficie stradale, divenendo così snodo di una rete stradale ed autostradale da ridisegnarsi. Questa necessità, unitamente al fatto che il cantiere per il ponte era molto lontano dal centro storico di Amburgo perché necessitante il braccio più ampio possibile dell'Elba per raggiungere le dimensioni richieste, comportò la progettazione del riassetto urbanistico della città a causa del ponte stesso e dei flussi di traffico che avrebbe governato.
Tra il 1938 e il 1944, l'architetto Konstanty Gutschow ridisegnò Amburgo e le sue rotte stradali. Sulla riva destra dell'Elba fu eretto un modello in scala 1:10 del ponte e fu progettato un grattacielo alto 250 metri quale sede locale del NSDAP. Fu progettato da Gutschow anche un porto più grande, destinato al naviglio da crociera della Kraft durch Freude, mentre cominciavano i lavori per i nuovi ponti in mattoni dell'autostrada Amburgo-Berlino (molti dei quali erano già pronti al principio della seconda guerra mondiale).

### Berlino e il Progetto "Welthauptstadt Germania"
L'architettura di Berlino all'epoca nazista era considerata troppo legata agli stili e alle convenzioni prevalenti di fine Ottocento, quando si era formato l'Impero tedesco, e si sentiva la necessità di porre la capitale della Germania al di sopra delle altre capitali mondiali, come Roma, Londra, Parigi, Mosca e Washington. Nell'autobiografia di Speer emerge soltanto l'incarico ufficiale, conferitogli da Hitler, per una riedificazione della capitale tedesca, definita "piano comprensivo di costruzione per la capitale del Reich" (de: Gesamtbauplan für die Reichshauptstadt).
L'uso da parte di Hitler di un nome per la capitale del Reich diverso da "Berlino" è attestato dai registri della sua segreteria, resi pubblici nel dopoguerra. Secondo le note stenografate l'8 giugno 1942, [Hitler] considerava la possibilità di rinominare la capitale "Germania", in quanto cosa utile ad imprimere una forza propulsiva ulteriore al progetto di unificare tutti coloro che appartenessero al "cuore razziale" germanico. Alcuni mesi dopo, Hitler avrebbe precisato che "come capitale mondiale, Berlino sarà comparabile soltanto con l'antico Egitto, con Babilonia e l'antica Roma".
Alcuni progetti furono realizzati, come la creazione di un grande asse attraverso la città, che prevedeva l'allargamento dell'allora Charlottenburger Chaussee, oggi Straße des 17. Juni, e il posizionamento della Colonna della Vittoria al suo centro, distante dal Reichstag. Fondamentale fu la costruzione dello Stadio Olimpico per le Olimpiadi del 1936 e della Cancelleria del Reich che comprendeva un vasto atrio, lungo due volte la Galleria degli Specchi del Palazzo di Versailles, poi distrutta dall'Armata Rossa dopo la conquista di Berlino nel 1945.

Altri progetti, come la mostruosa Große Halle, furono abbandonati a causa dell'inizio della guerra.

### Linz
Hitler aveva deciso di fare di Linz, città a lui molto cara perché culla della sua gioventù tanto da farne la sua "Città Patrona" (de. Patenstadt des Führers), la residenza della sua vecchiaia e aveva pertanto richiesto la progettazione di edifici a suo uso personale e un programma di abbellimento cittadino che trasformasse l'abitato in una grande metropoli fluviale, una sorta di versione nazista di Budapest. Il Führer infatti, grande amante di Vienna, non apprezzava però il modo in cui la capitale austriaca, a differenza di quella ungherese, aveva valorizzato la sua posizione accanto al Danubio.
La città sarebbe nel suo complesso cresciuta più di tre volte le sue dimensioni all'epoca. Gli edifici progettati comprendevano:
- una serie di edifici cerimoniali su entrambe le sponde del Danubio ed un ponte sospeso per collegarle, decorato con un enorme fregio dedicato alla Saga dei Nibelunghi cui accompagnare enormi statue equestri di Sigfrido, Brunilde, Crimilde e Gundicaro (il c.d. "Ponte dei Nibelunghi");
- una enorme sede locale del NSDAP progettata da Roderich Fick con una gigantesca sala-riunioni e un campanile con cripta nella quale Hitler voleva essere sepolto;
- un nuovo municipio;
- un grande hotel di lusso per le attività ricreative della Kraft durch Freude;
- una serie di edifici culturali: un grande teatro, una biblioteca, un museo delle armi, una galleria di dipinti (il Führermuseum dedicato all'arte germanica raccolta a cura di Hans Posse), un edificio espositivo e due monumenti, uno per celebrare l'Anschluss, l'altro per celebrare Anton Bruckner.

Sulle alture fuori dalla città sorgeva la residenza dove Hitler desiderava ritirarsi nella sua vecchiaia.

### Monaco di Baviera

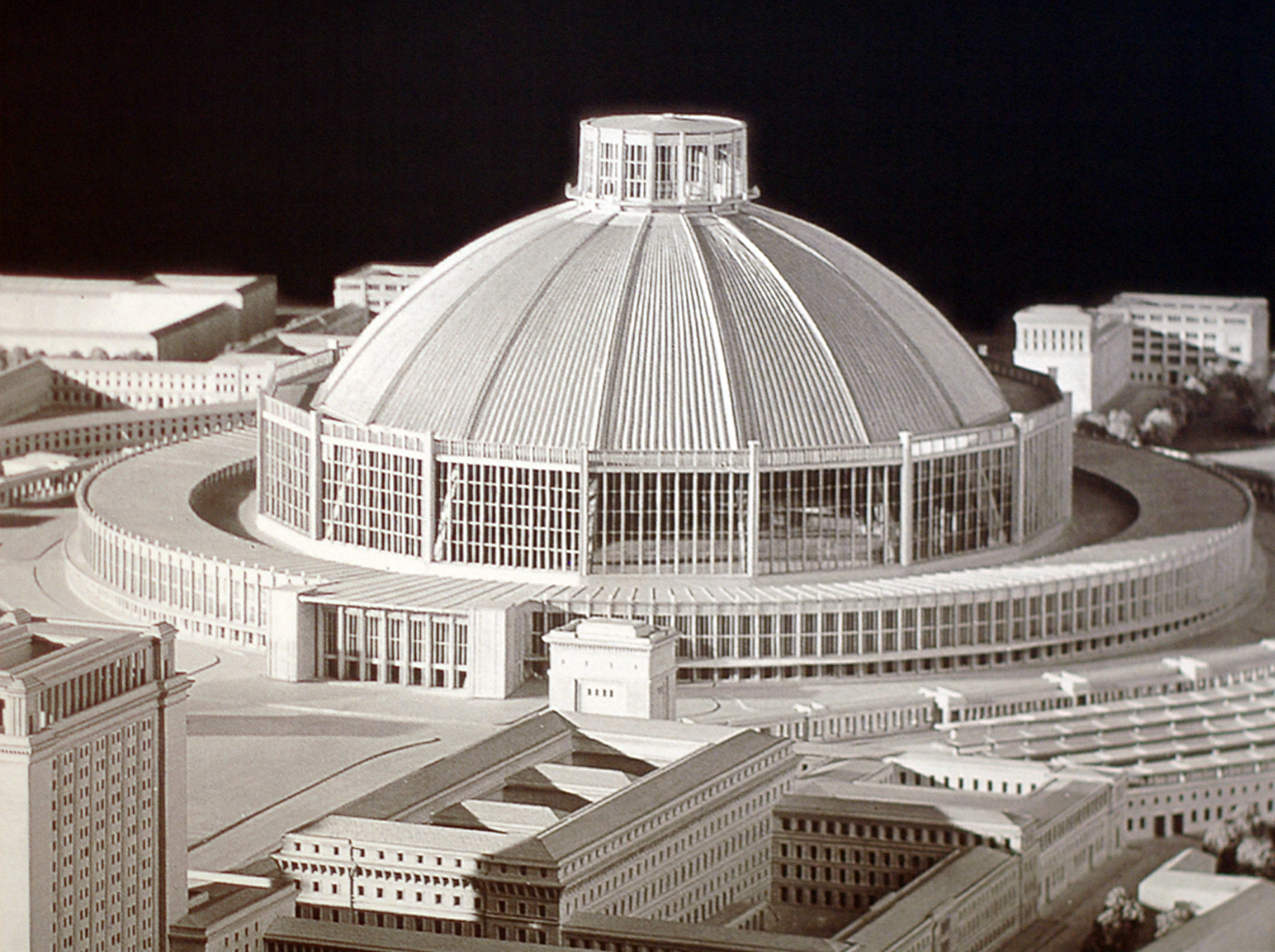
Progetto nazista della Stazione di Monaco di Baviera Centrale.

Monaco di Baviera avrebbe dovuto ospitare un gigantesco monumento alto 214,5 m in onore del fallito Putsch di Monaco del 1923 da erigersi sopra la stazione centrale. Lo snodo ferroviaria sarebbe stato a sua volta oggetto di un massiccio intervento di ristrutturazione (lunghezza finale stimata di 1 km) in modo da renderlo adatto sia ai treni a scartamento occidentale sia allo scartamento largo tipico dei territori sovietici occupati in Europa Orientale. L'ampliamento della stazione prevedeva l'abbattimento di case e strade preesistenti.
Monaco sarebbe anche divenuta la "Capitale Artistica Tedesca" (de. Hauptstadt der deutschen Kunst), sede di diversi musei dei quali venne realizzata solo la Haus der Kunst (it. "Casa dell'Arte") di Troost. Data la destinazione artistica della città, Hitler vi si fece realizzare, sempre da Troost, un sobrio palazzo classicheggiante di rappresentanza: il Führerbau (it. "Palazzo del Führer").

### Norimberga

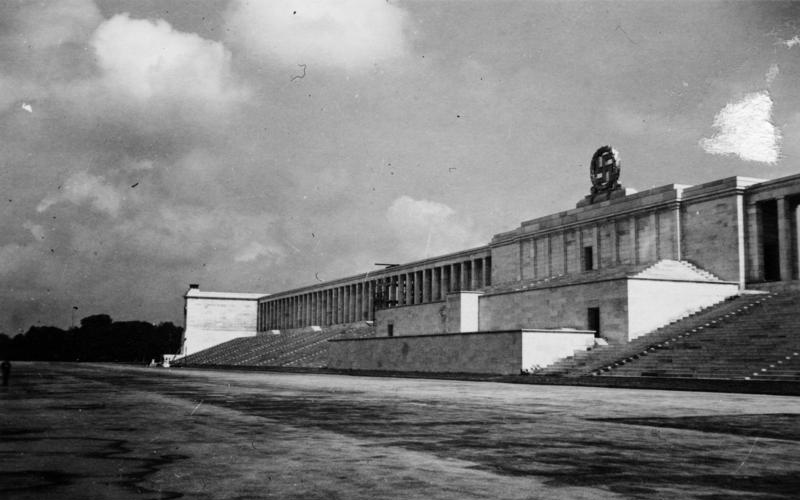
Il Campo Zeppelin di Norimberga in epoca nazista.

Il Reichsparteitagsgelände) fu il grandioso progetto urbanistico di Speer per la città di Norimberga, la "Città dei Raduni del Reich" (de. Stadt der Reichsparteitage). I lavori faraonici del complesso s'interruppero a causa della guerra mondiale. Tra le opere compiute figurano il Campo Zeppelin (de. Zeppelinfeld ), dalla cui tribuna Hitler teneva i suoi comizi, realizzato nel 1934 e ripreso nel film  Il trionfo della volontà di Leni Riefenstahl, è in stile dorico e s'ispira all'altare di Pergamo (non a caso già allora conservato al Pergamonmuseum di Berlino) di cui ingrandisce la scala, e la Kongresshalle, una sorta di moderno Colosseo progettato da Ludwig e Franz Ruff. La grande strada delle parate, la Große Straße, progettata per essere lunga 2 km e pavimentata in granito solo per poco più di 1 km, non fu mai terminata (venne usata come pista d'atterraggio durante il conflitto) e non venne parimenti terminato il Deutsches Stadion che, ispirato allo Stadio Panathinaiko di Atene, avrebbe dovuto, nel disegno di Hitler, ospitare tutte le olimpiadi dopo la vittoria finale dei nazisti.
Dopo la guerra, la Reichsparteitagsgelände ha subito vari cambiamenti: parte dell'area è stata scorporata per edificare edifici residenziali di tipo popolare; la Kongresshalle è stata completata ed è attualmente adibita a museo, mentre il Campo Zeppelin versa in stato di degrado; il Franken-stadion, ora chiamato Stadion Nürnberg, è stato ristrutturato più volte e fu usato anche durante i Mondiali di calcio Germania 2006.

## Principali architetti
- Hermann Bartels
- Paul Otto August Baumgarten
- Peter Behrens
- German Bestelmeyer
- Paul Bonatz
- Woldemar Brinkmann
- Walter Brugmann
- Karl Elkart
- Richard Ermisch
- Roderich Fick
- Theodor Fischer
- Leonhard Gall
- Hermann Giesler
- Wilhelm Grebe
- Friedrich Hetzelt
- Fritz Höger
- Eugen Hönig
- Clemens Klotz
- Wilhelm Kreis
- Werner March
- Konrad Nonn
- Franz Ruff
- Ludwig Ruff
- Ernst Sagebiel
- Paul Schmitthenner
- Julius Schulte-Frohlinde
- Paul Schultze-Naumburg
- Alexander von Senger
- Albert Speer
- Friedrich Tamms
- Heinrich Tessenow
- Paul Ludwig Troost
- Rudolf Wolters
- Josef Zizler

## Galleria d'immagini

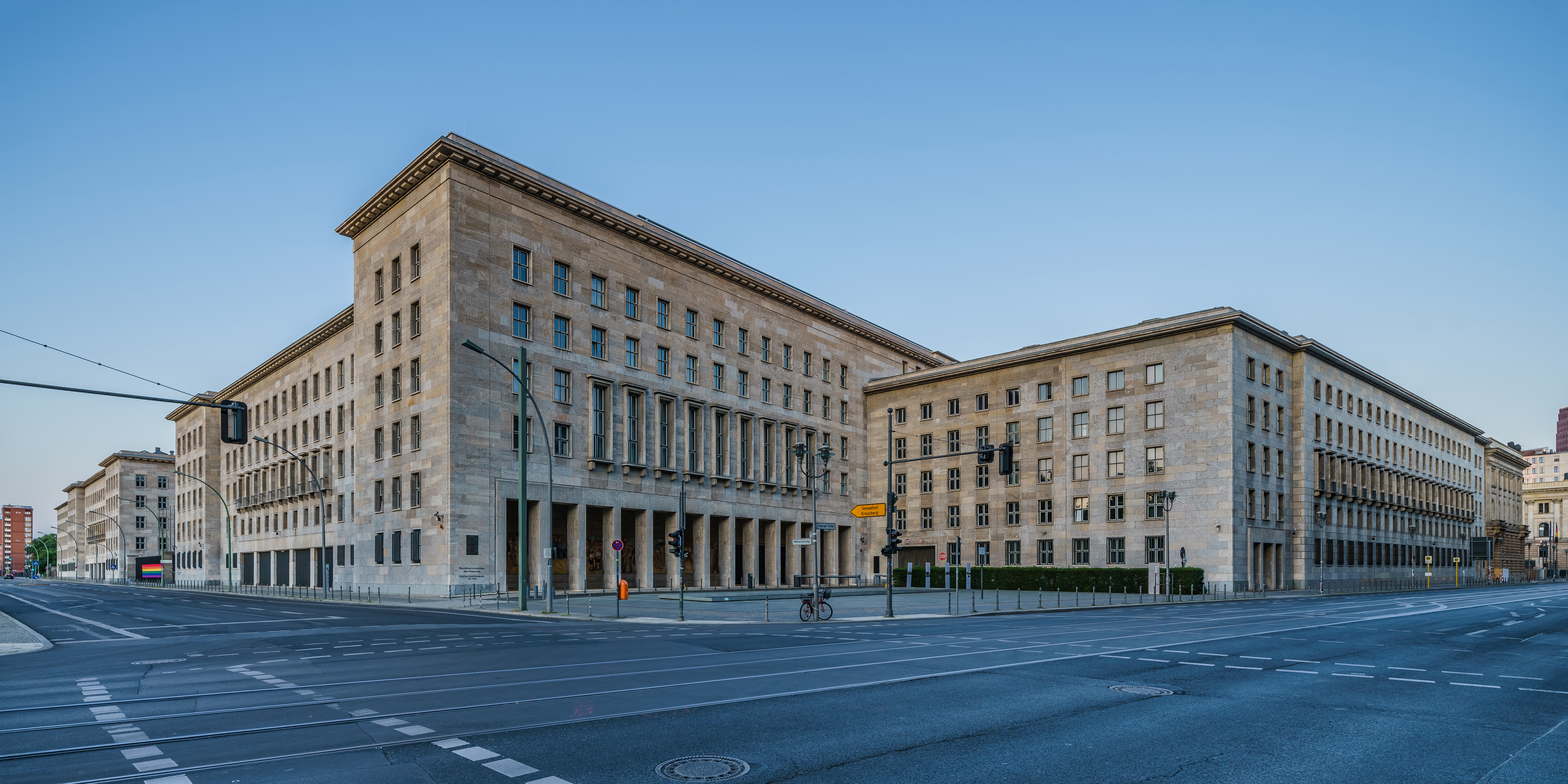
Reichsluftfahrtministerium a Berlino.
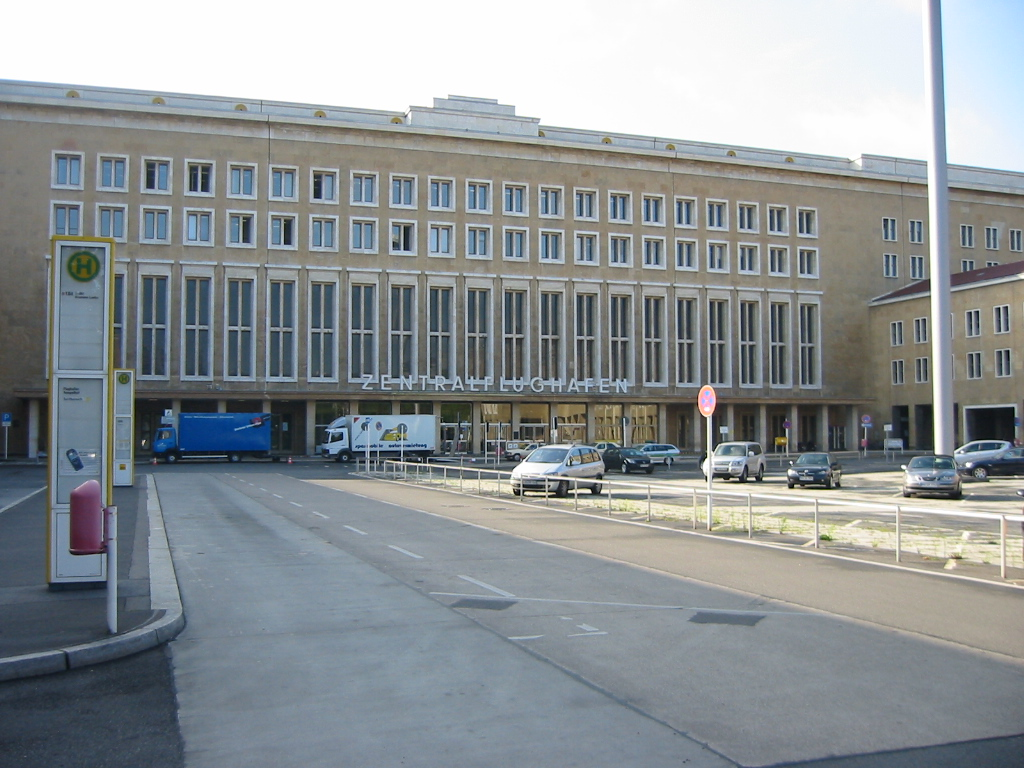
Aeroporto di Berlino-Tempelhof.
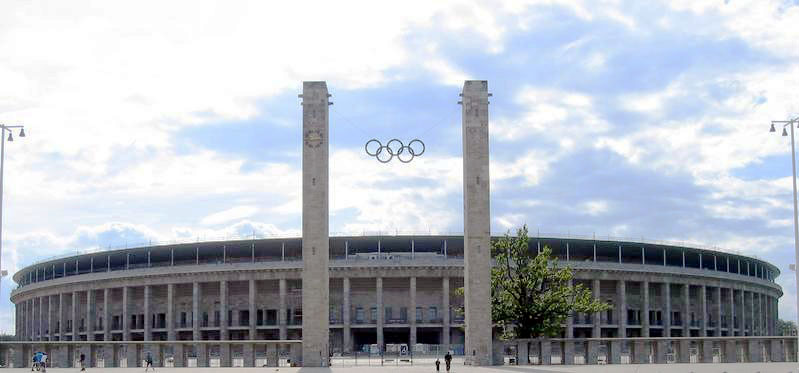
Olympiastadion (Berlino).
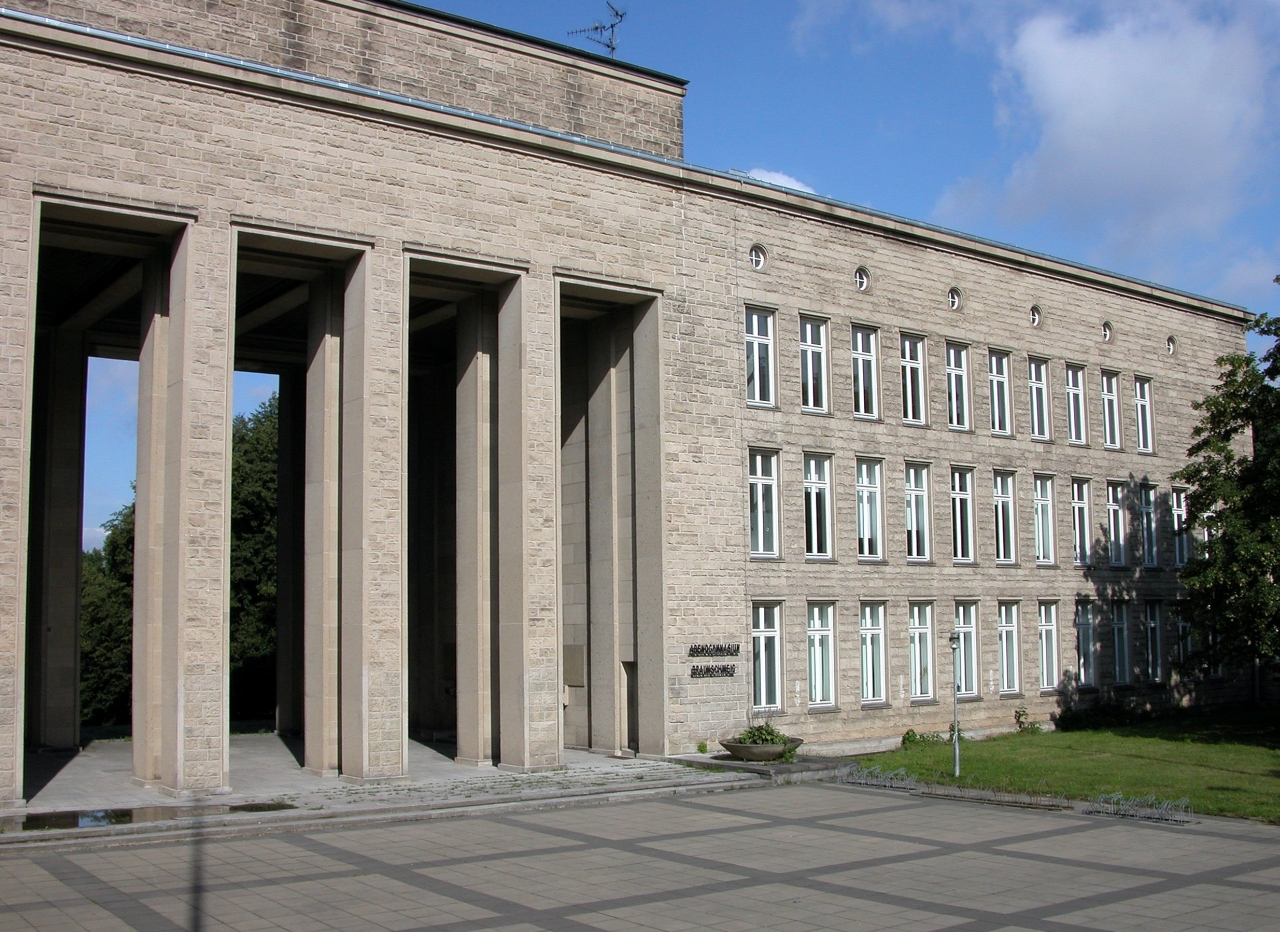
Accademia della educazione della gioventù a Braunschweig.
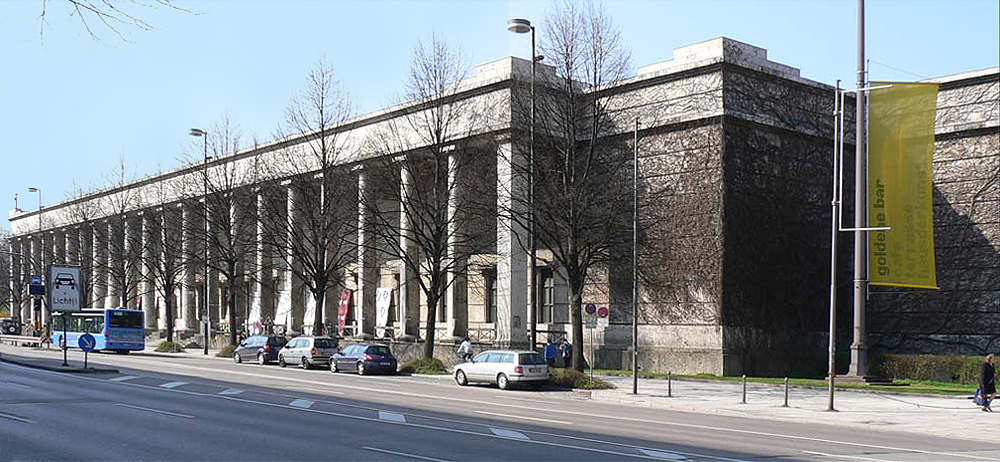
Haus der Kunst, Monaco di Baviera.
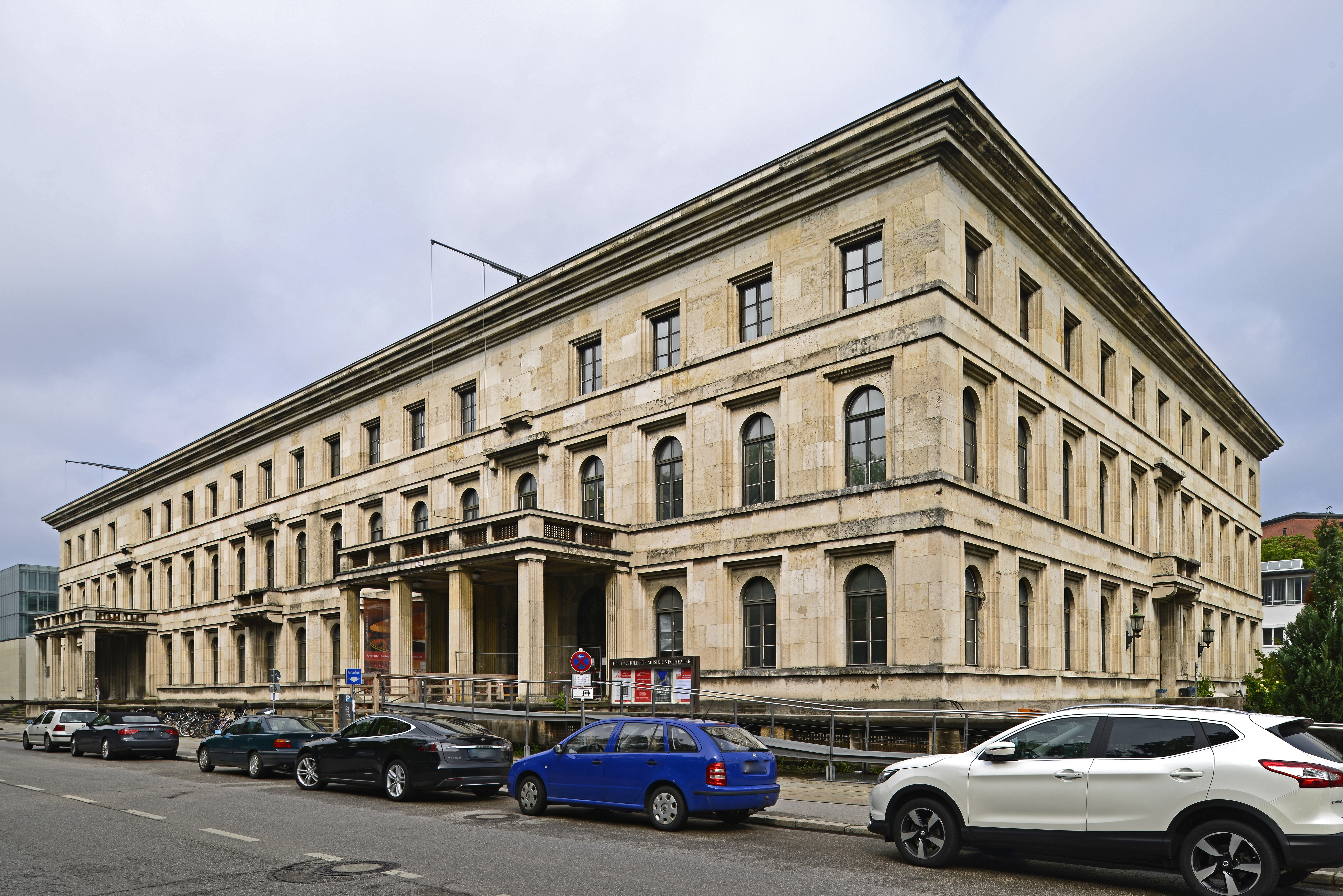
Führerbau, Monaco di Baviera.
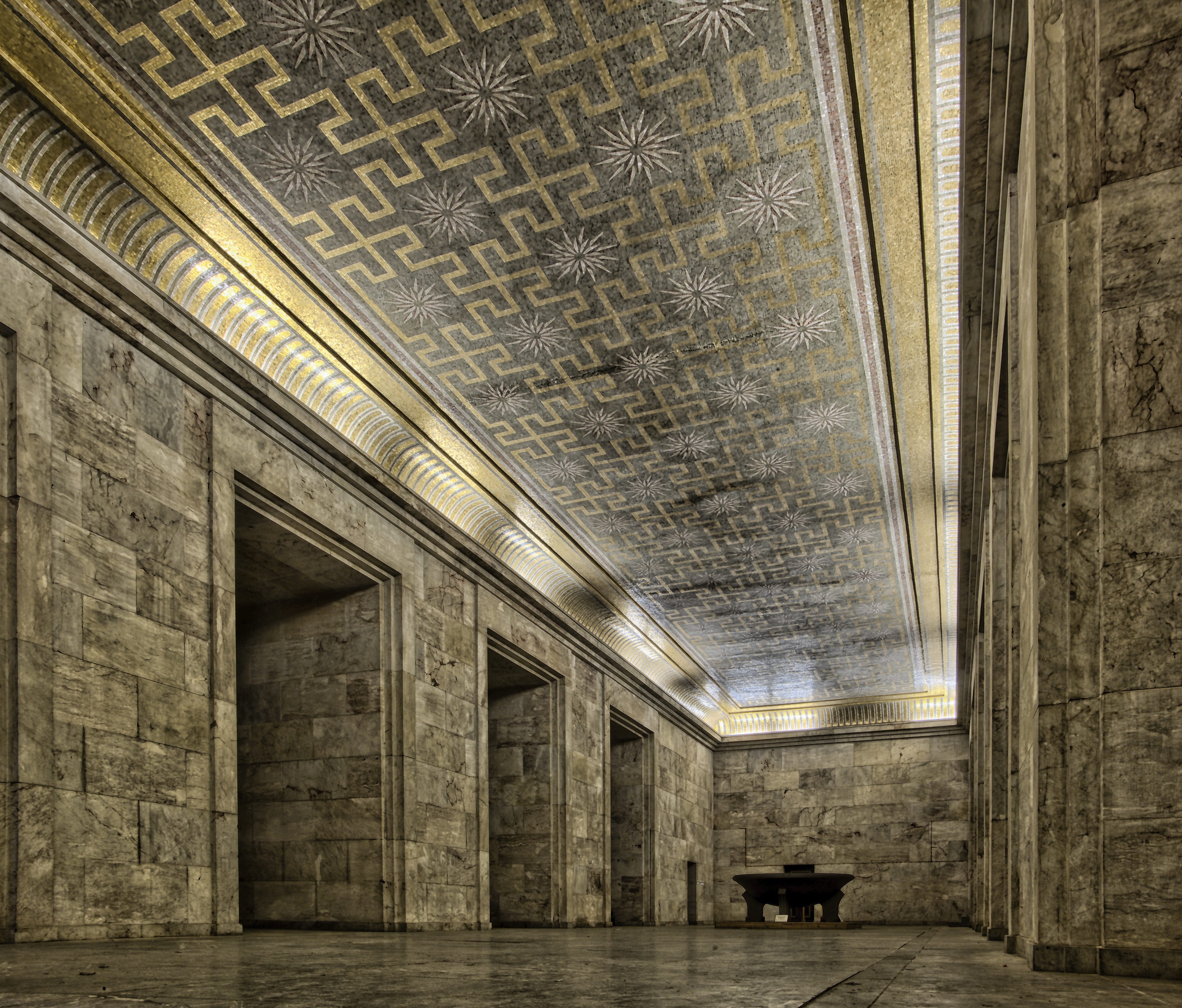
Sala d'onore della Tribuna Zeppelin di Norimberga.
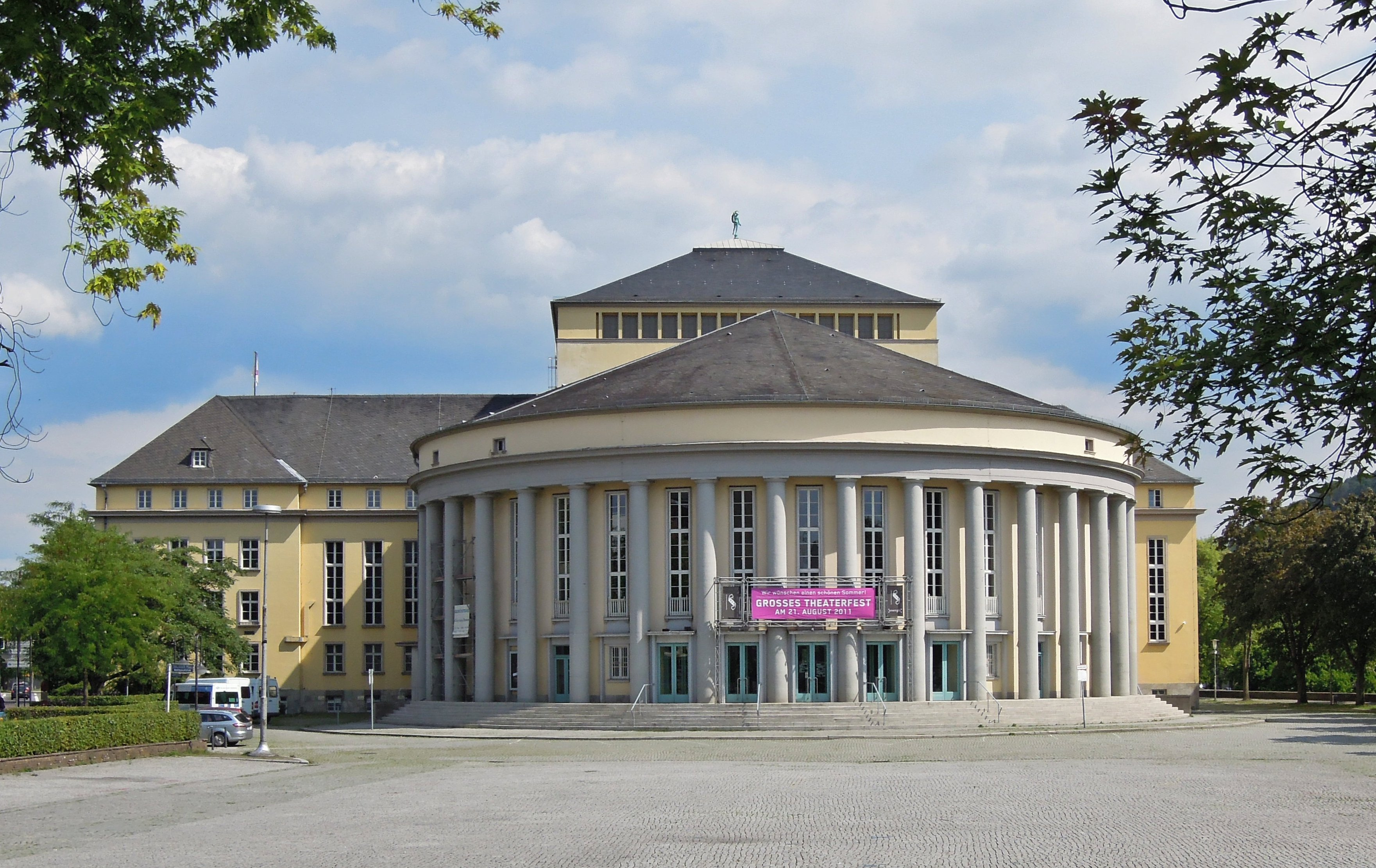
Teatro di Sarrebruck.
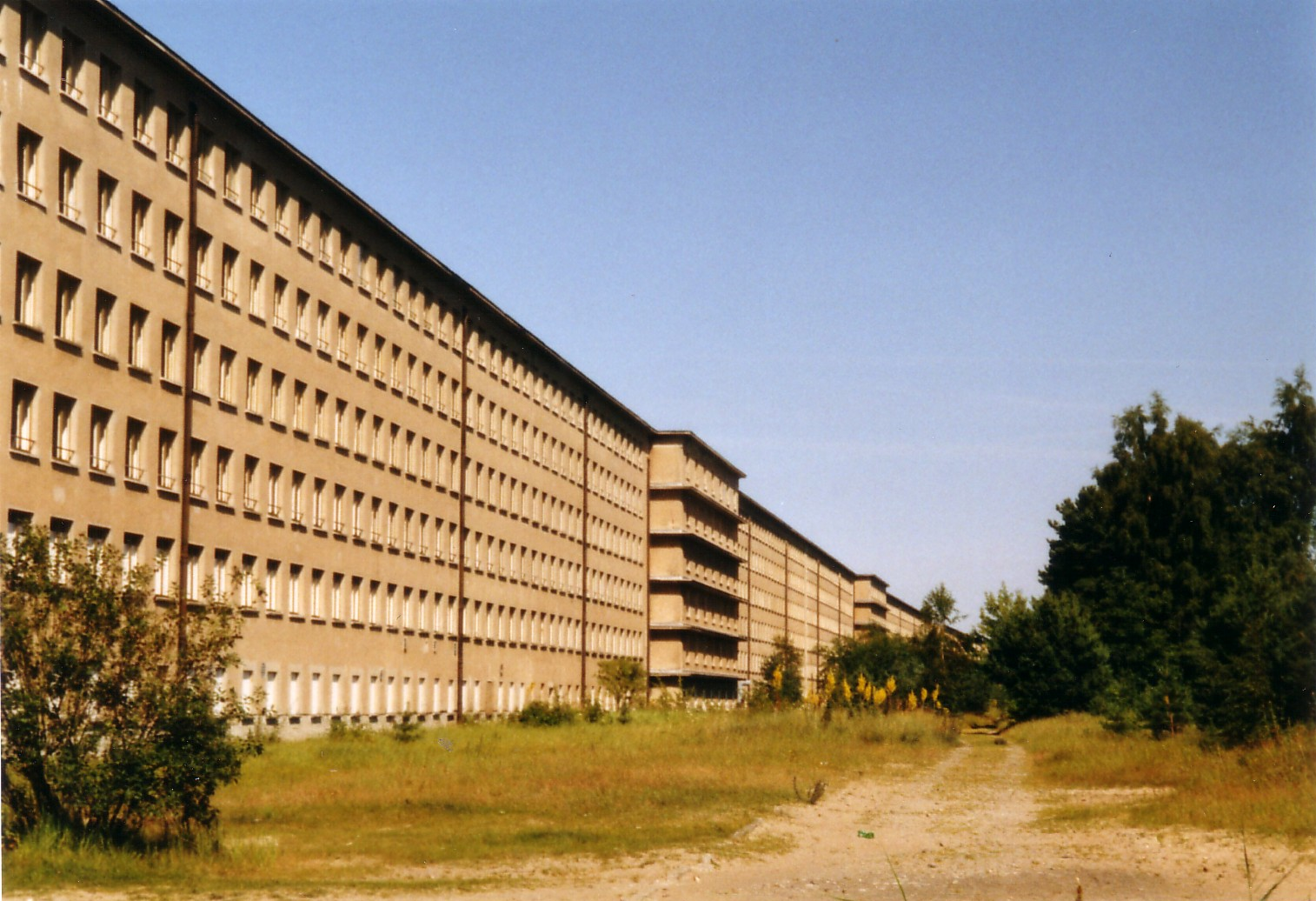
Seebad Prora.
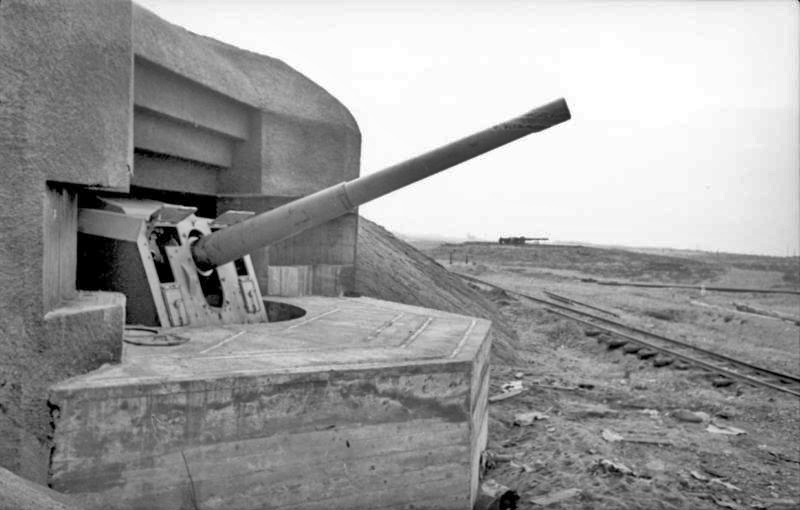
Fortificazioni del Vallo Atlantico in Francia.
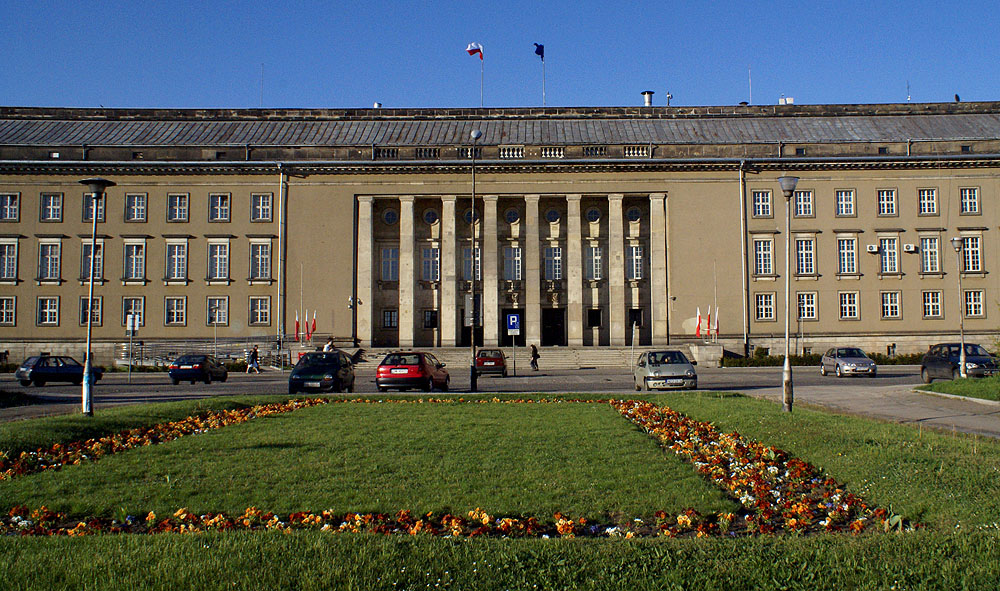
Ufficio provinciale di Wroclaw (Breslavia).